# Bagdadbahn
| |                      |                                               |                                               |
| Streckenlänge: | 1597 km              |                                               |                                               |
| Spurweite: | 1435 mm (Normalspur) |                                               |                                               |
| |                      |                                               |                                               |
| Länder: | Türkei, Syrien, Irak |                                               |                                               |
| \| \| \| Anatolische Eisenbahn von Istanbul Haydarpaşa \| \| \| \| 0,0 \| Konya \| Konya \| \| \| 20,4 \| Kaşınhan \| Kaşınhan \| \| \| 44,2 \| Çumra \| Çumra \| \| \| 61,9 \| Arıkören \| Arıkören \| \| \| 80,6 \| Demiryurt \| Demiryurt \| \| \| 102,3 \| Karaman \| Karaman \| \| \| 119,0 \| Sudurağı \| Sudurağı \| \| \| 147,8 \| Ayrancıderbent \| Ayrancıderbent \| \| \| 172 \| Böğecik \| Böğecik \| \| \| 189,2 \| Ereğli \| Ereğli \| \| \| 193,3 \| Gazhane \| Gazhane \| \| \| 198,9 \| Bulgurluk \| Bulgurluk \| \| \| 215,9 \| Çakmak \| Çakmak \| \| \| 224,3 \| Osmancık \| Osmancık \| \| \| \| von Ankara \| \| \| \| 230,0 \| (Scheitelpunkt Taurus) \| 1478 m \| \| \| 235,2 \| Kardeşgediği \| Kardeşgediği \| \| \| 237,6 \| Ulukışla \| 1200 m \| \| \| \| insgesamt 37 Tunnel der Taurusüberquerung \| \| \| \| 250,9 \| Gümüş \| Gümüş \| \| \| \| insgesamt 37 Tunnel der Taurusüberquerung \| \| \| \| 257,7 \| Tosundili \| Tosundili \| \| \| \| insgesamt 37 Tunnel der Taurusüberquerung \| \| \| \| 266,0 \| Çiftehan \| Çiftehan \| \| \| \| insgesamt 37 Tunnel der Taurusüberquerung \| \| \| \| 281,6 \| Pozantı \| 780 m \| \| \| \| insgesamt 37 Tunnel der Taurusüberquerung \| \| \| \| 291,3 \| Belemedik \| 700 m \| \| \| \| insgesamt 37 Tunnel der Taurusüberquerung \| \| \| \| 299,4 \| – 303,2 Tunnel 3.795 m \| – 303,2 Tunnel 3.795 m \| \| \| 303,6 \| – 305,7 Tunnel 2.102 m \| – 305,7 Tunnel 2.102 m \| \| \| 306,1 \| Hacıkırı \| 600 m \| \| \| 307,1 \| Gavurdere-Viadukt \| Gavurdere-Viadukt \| \| \| 312,6 \| Karaisalıbucağı \| Karaisalıbucağı \| \| \| 315,3 \| Kelebek \| Kelebek \| \| \| 328,1 \| Durak \| 140 m \| \| \| 336,7 \| Topçu \| Topçu \| \| \| \| von Mersin \| \| \| \| 346,0 \| Yenice \| 30 m \| \| \| \| Teil der Bahnstrecke Mersin–Adana \| \| \| \| 348,5 \| Arıklı \| Arıklı \| \| \| 353,9 \| Zeytinli \| Zeytinli \| \| \| 357,0 \| Dikili \| Dikili \| \| \| 360,2 \| Küçükdıkilı \| Küçükdıkilı \| \| \| 363,1 \| Şehitlik \| Şehitlik \| \| \| 367,1 \| Şakirpaşa \| Şakirpaşa \| \| \| 370,0 \| Adana \| Adana \| \| \| 374,0 \| Kiremithane \| Kiremithane \| \| \| 380,8 \| İncirlik \| İncirlik \| \| \| 387,7 \| Cezaevi \| Cezaevi \| \| \| 389,5 \| Kürkçüler \| Kürkçüler \| \| \| 396,8 \| Yakapınar \| Yakapınar \| \| \| 404,2 \| Çakaldere \| Çakaldere \| \| \| 411,3 \| Sirkeliköy \| Sirkeliköy \| \| \| 417,9 \| Ceyhan \| Ceyhan \| \| \| 430,7 \| Günyazı \| Günyazı \| \| \| 435,0 \| Yassıca \| Yassıca \| \| \| 448,3 \| Toprakkale \| Toprakkale \| \| \| \| nach İskenderun \| \| \| \| 457,2 \| Osmaniye \| Osmaniye \| \| \| 466,8 \| Mamure \| Mamure \| \| \| 471,5 \| Şekerdere \| Şekerdere \| \| \| 479,6 \| Yarbaşı \| Yarbaşı \| \| \| 485,9 \| Taşoluk \| Taşoluk \| \| \| 489,4 \| Nohut \| Nohut \| \| \| 493,0 \| Bahçe \| Bahçe \| \| \| 495,4 \| Bahçeşehir \| Bahçeşehir \| \| \| \| mehrere Tunnel in den Amanos Dağları \| \| \| \| 500,9 \| Ayran \| Ayran \| \| \| \| Bahçe-Tunnel (8 km, Scheiteltunnel) \| \| \| \| \| Abzweig türkische Bagdadbahn \| \| \| \| 511,40,0 \| Fevzipaşa \| Fevzipaşa \| \| \| 515,2 \| Hanağzı \| Hanağzı \| \| \| 520,7 \| İslahiye \| İslahiye \| \| \| \| (Streckenverlegung wegen Stausee) \| \| \| \| 531,2 \| Güvercinlik \| Güvercinlik \| \| \| 544,6 \| Tahtaköprü \| Tahtaköprü \| \| \| \| (Streckenverlegung wegen Stausee) \| \| \| \| \| Staatsgrenze Türkei–Syrien \| \| \| \| 549,80,0 \| Meydan Ekbaz \| Meydan Ekbaz \| \| \| 9,8 \| Radschu \| Radschu \| \| \| 15,3 \| Kurt-Kulac \| Kurt-Kulac \| \| \| 26,5 \| Afrin \| Afrin \| \| \| 32,3 \| Kafar Jana \| Kafar Jana \| \| \| 36,6 \| Qatma \| Qatma \| \| \| 43,1 \| Izaz \| Izaz \| \| \| 49,3 \| Tall Rifaat \| Tall Rifaat \| \| \| 75,3 \| Asras \| Asras \| \| \| \| Al-Tschachba-Zementfabrik \| \| \| \| \| \| \| \| \| 85,50,0 \| Muslimiya \| Muslimiya \| \| \| \| Arabian Cement Co. \| \| \| \| \| Babennes-Zementfabrik \| \| \| \| \| Halab-Kokerei \| \| \| \| 100,1 \| Aleppo \| Aleppo \| \| \| \| Strecke Riyaq–Aleppo nach Damaskus \| \| \| \| 16,5 \| Ta’an \| Ta’an \| \| \| 32,1 \| Achtarin \| Achtarin \| \| \| 45,0 \| ar-Ra’y \| ar-Ra’y \| \| \| \| Staatsgrenze Syrien–Türkei \| \| \| \| 59,7 \| Çöbanbey \| Çöbanbey \| \| \| 80,6 \| Akköyunlu \| Akköyunlu \| \| \| 101,2 \| Oncüler \| Oncüler \| \| \| 104,1 \| Arslanli \| Arslanli \| \| \| 10,0 \| Kozdere \| Kozdere \| \| \| 14,0 \| Nurdağ \| Nurdağ \| \| \| 28,6 \| Beyoğlu \| Beyoğlu \| \| \| 40,6 \| Türkoğlu \| Türkoğlu \| \| \| 49,6 \| Sevendig \| Sevendig \| \| \| \| von Kahramanmaraş \| \| \| \| 53,2 \| Köprüağzı \| Köprüağzı \| \| \| 68,70,0 \| Narlı \| Narlı \| \| \| \| nach Malatya \| \| \| \| 20,6 \| Salmanlı \| Salmanlı \| \| \| 24,8 \| Konakoba \| Konakoba \| \| \| 27,8 \| Keleş \| Keleş \| \| \| 39,2 \| Akçagöze \| Akçagöze \| \| \| 59,0 \| Sehitarif \| Sehitarif \| \| \| 71,6 \| Dülük \| Dülük \| \| \| 75,6 \| Beylerbeyi \| Beylerbeyi \| \| \| \| Gaziantep Şarap Fabrikası \| \| \| \| 84,0 \| Gaziantep \| Gaziantep \| \| \| 89,3 \| Mustafayavuz \| Mustafayavuz \| \| \| 100,2 \| Hayrat \| Hayrat \| \| \| 114,6 \| Türkyurdu \| Türkyurdu \| \| \| 121,3 \| Yuva \| Yuva \| \| \| 133,4 \| Nizip \| Nizip \| \| \| 141,5 \| Bozalioğlu \| Bozalioğlu \| \| \| 144,5 \| Bağlica \| Bağlica \| \| \| 147,7 \| Tilmyen \| Tilmyen \| \| \| 153,5 \| Yesildağ \| Yesildağ \| \| \| 156,0 \| Yukarıayındır \| Yukarıayındır \| \| \| 159,0 \| Kumulca \| Kumulca \| \| \| 161,1 \| Elifoğlu \| Elifoğlu \| \| \| 165,5 \| Tosunlar \| Tosunlar \| \| \| 169,5 \| Türkburcu \| Türkburcu \| \| \| \| \| \| \| \| 115,0174,9 \| Karkamış auch: Dscharabulus \| Karkamış auch: Dscharabulus \| \| \| \| Euphratbrücke \| \| \| \| 189,0 \| Göksu \| Göksu \| \| \| 200,4 \| Mutluca \| Mutluca \| \| \| 212,6 \| Mürşitpınar \| Mürşitpınar \| \| \| 232,9 \| Bekçiler \| Bekçiler \| \| \| 253,8 \| Gültepe \| Gültepe \| \| \| 273,8 \| Akçakale früher: Tall Abyad \| Akçakale früher: Tall Abyad \| \| \| 294,4 \| Zenginova \| Zenginova \| \| \| 315,0 \| Goçar \| Goçar \| \| \| 336,5 \| Sayarlı früher: at-Tu'aim \| Sayarlı früher: at-Tu'aim \| \| \| 358,1 \| Gökçayır \| Gökçayır \| \| \| 377,9 \| Ceylanpınar früher: Ras al-Ain \| Ceylanpınar früher: Ras al-Ain \| \| \| 399,6 \| Gürpınar \| Gürpınar \| \| \| 416,8 \| Akdoğan \| Akdoğan \| \| \| \| Alaki Çimento Fabrikası \| \| \| \| 440,0 \| Şenyurt früher: Derbisiye \| Şenyurt früher: Derbisiye \| \| \| \| nach Mardin \| \| \| \| 454,0 \| Arpatepe \| Arpatepe \| \| \| 462,2 \| Toruntepe \| Toruntepe \| \| \| 483,6 \| Serçehan \| Serçehan \| \| \| 498,6 \| Nusaybin \| Nusaybin \| \| \| \| Staatsgrenze Türkei–Syrien \| \| \| \| 503,7 \| Qamischli 2 \| Qamischli 2 \| \| \| \| nach/von Qamischli 1 \| \| \| \| 510,0 \| Tall Ziwan \| Tall Ziwan \| \| \| 529,0 \| Kabur al-Bid \| Kabur al-Bid \| \| \| 551,0 \| Umm Qaif-Faukani \| Umm Qaif-Faukani \| \| \| 552,0 \| Demir Kapi \| Demir Kapi \| \| \| 562,0 \| Tall Hadsch \| Tall Hadsch \| \| \| 586,7 \| al-Yaʿrubiyya früher: Tall Kutschak \| al-Yaʿrubiyya früher: Tall Kutschak \| \| \| \| Staatsgrenze Syrien–Irak \| \| \| \| 608,0 \| Abu Hudschaira \| Abu Hudschaira \| \| \| 615,3 \| Tall al-Uwainat \| Tall al-Uwainat \| \| \| 638,5 \| Tall-Hugna \| Tall-Hugna \| \| \| 649,6 \| al-Wa’ailiyya \| al-Wa’ailiyya \| \| \| 671,2 \| Abtir \| Abtir \| \| \| 677,0 \| as-Sabuniyya \| as-Sabuniyya \| \| \| 697,0 \| Hayy al-Yarmuk \| Hayy al-Yarmuk \| \| \| 702,6 \| Mosul \| Mosul \| \| \| 707.0 \| Abu Saif \| Abu Saif \| \| \| 716,0 \| al-Qasr \| al-Qasr \| \| \| 724,9 \| Hammam al-Alail \| Hammam al-Alail \| \| \| 734,0 \| Munira \| Munira \| \| \| 748,7 \| ath-Thaura \| ath-Thaura \| \| \| \| von Nika’a \| \| \| \| 757,1 \| Schuwairat \| Schuwairat \| \| \| 765,0 \| al-Kais \| al-Kais \| \| \| 773,7 \| Qayyara \| Qayyara \| \| \| \| Tall Azba \| \| \| \| 786,6 \| Wadi al-Murr \| Wadi al-Murr \| \| \| 803,5 \| al-Dscharnaf \| al-Dscharnaf \| \| \| 826,6 \| Tulul al-Baq \| Tulul al-Baq \| \| \| 837,1 \| Umm Ghurba \| Umm Ghurba \| \| \| 844,0 \| asch-Scharqat \| asch-Scharqat \| \| \| 855,6 \| Ain Dais \| Ain Dais \| \| \| 867,6 \| al-Haliwat \| al-Haliwat \| \| \| \| von Kirkuk \| \| \| \| 896,2 \| Baidschi \| Baidschi \| \| \| \| nach Al-Haqlaniyya \| \| \| \| 909,6 \| Abu Radschasch \| Abu Radschasch \| \| \| 914,2 \| Qalʿat Rayyasch \| Qalʿat Rayyasch \| \| \| 916,9 \| Ausweichstelle Abu Radschasch \| Ausweichstelle Abu Radschasch \| \| \| 924,1 \| Imam Makarim \| Imam Makarim \| \| \| 936,2 \| Tikrit \| Tikrit \| \| \| 952,5 \| Imam Dur \| Imam Dur \| \| \| 954,7 \| Daur \| Daur \| \| \| 960,3 \| Daur-Streckenposten \| Daur-Streckenposten \| \| \| 967,6 \| Makafascha \| Makafascha \| \| \| 970,0 \| Muhaidschir \| Muhaidschir \| \| \| 977,6 \| al-Abbassiyya \| al-Abbassiyya \| \| \| 982,9 \| al-Adschik \| al-Adschik \| \| \| 990,9 \| Samarra \| Samarra \| \| \| 1007,027,4 \| \| \| \| \| 25,6 \| Istabular \| Istabular \| \| \| \| Ahal Ghidhab \| \| \| \| 5,0 \| Ausweichstelle Harbi \| Ausweichstelle Harbi \| \| \| 1013.2 \| al-Ischaqi \| al-Ischaqi \| \| \| 1031,6 \| Balad \| Balad \| \| \| 1034,00,0 \| \| \| \| \| 1049,6 \| Sumaitschach \| Sumaitschach \| \| \| 1051,0 \| nach Sadiyya \| nach Sadiyya \| \| \| 1051,0 \| ad-Dudschail \| ad-Dudschail \| \| \| 1062,0 \| Nabiriyyat \| Nabiriyyat \| \| \| 1069,4 \| al-Muschachada \| al-Muschachada \| \| \| 1084,8 \| von Kala Asim al-Muhammad \| von Kala Asim al-Muhammad \| \| \| 1090,6 \| al-Tadschi \| al-Tadschi \| \| \| 1094,0 \| zur Hadschim-as-Sagam-Gasraffinerie \| zur Hadschim-as-Sagam-Gasraffinerie \| \| \| 1097,0 \| Tha’alibach \| Tha’alibach \| \| \| 1101,0 \| von Bagdad-Flughafen und al-Qa’im \| von Bagdad-Flughafen und al-Qa’im \| \| \| \| von/nach Basra \| \| \| \| 1109,6 \| Bagdad West \| Bagdad West \| |                      |                                               |                                               |
| Strecke |                      | Anatolische Eisenbahn von Istanbul Haydarpaşa | Anatolische Eisenbahn von Istanbul Haydarpaşa |
| Bahnhof | 0,0                  | Konya                                         | Konya                                         |
| Bahnhof | 20,4                 | Kaşınhan                                      | Kaşınhan                                      |
| Bahnhof | 44,2                 | Çumra                                         | Çumra                                         |
| Bahnhof | 61,9                 | Arıkören                                      | Arıkören                                      |
| Bahnhof | 80,6                 | Demiryurt                                     | Demiryurt                                     |
| Bahnhof | 102,3                | Karaman                                       | Karaman                                       |
| Bahnhof | 119,0                | Sudurağı                                      | Sudurağı                                      |
| Bahnhof | 147,8                | Ayrancıderbent                                | Ayrancıderbent                                |
| Bahnhof | 172                  | Böğecik                                       | Böğecik                                       |
| Bahnhof | 189,2                | Ereğli                                        | Ereğli                                        |
| ehemaliger Bahnhof | 193,3                | Gazhane                                       | Gazhane                                       |
| ehemaliger Bahnhof | 198,9                | Bulgurluk                                     | Bulgurluk                                     |
| Bahnhof | 215,9                | Çakmak                                        | Çakmak                                        |
| ehemaliger Bahnhof | 224,3                | Osmancık                                      | Osmancık                                      |
| Abzweig geradeaus und von links |                      | von Ankara                                    | von Ankara                                    |
| Strecke | 230,0                | (Scheitelpunkt Taurus)                        | 1478 m                                        |
| ehemaliger Bahnhof | 235,2                | Kardeşgediği                                  | Kardeşgediği                                  |
| Bahnhof | 237,6                | Ulukışla                                      | 1200 m                                        |
| Tunnel |                      | insgesamt 37 Tunnel der Taurusüberquerung     | insgesamt 37 Tunnel der Taurusüberquerung     |
| Bahnhof | 250,9                | Gümüş                                         | Gümüş                                         |
| Tunnel |                      | insgesamt 37 Tunnel der Taurusüberquerung     | insgesamt 37 Tunnel der Taurusüberquerung     |
| Bahnhof | 257,7                | Tosundili                                     | Tosundili                                     |
| Tunnel |                      | insgesamt 37 Tunnel der Taurusüberquerung     | insgesamt 37 Tunnel der Taurusüberquerung     |
| Bahnhof | 266,0                | Çiftehan                                      | Çiftehan                                      |
| Tunnel |                      | insgesamt 37 Tunnel der Taurusüberquerung     | insgesamt 37 Tunnel der Taurusüberquerung     |
| Bahnhof | 281,6                | Pozantı                                       | 780 m                                         |
| Tunnel |                      | insgesamt 37 Tunnel der Taurusüberquerung     | insgesamt 37 Tunnel der Taurusüberquerung     |
| Bahnhof | 291,3                | Belemedik                                     | 700 m                                         |
| Tunnel |                      | insgesamt 37 Tunnel der Taurusüberquerung     | insgesamt 37 Tunnel der Taurusüberquerung     |
| Tunnel | 299,4                | – 303,2 Tunnel 3.795 m                        | – 303,2 Tunnel 3.795 m                        |
| Tunnel | 303,6                | – 305,7 Tunnel 2.102 m                        | – 305,7 Tunnel 2.102 m                        |
| Bahnhof | 306,1                | Hacıkırı                                      | 600 m                                         |
| Brücke | 307,1                | Gavurdere-Viadukt                             | Gavurdere-Viadukt                             |
| Bahnhof | 312,6                | Karaisalıbucağı                               | Karaisalıbucağı                               |
| Bahnhof | 315,3                | Kelebek                                       | Kelebek                                       |
| Bahnhof | 328,1                | Durak                                         | 140 m                                         |
| Bahnhof | 336,7                | Topçu                                         | Topçu                                         |
| Abzweig geradeaus und von rechts |                      | von Mersin                                    | von Mersin                                    |
| Bahnhof | 346,0                | Yenice                                        | 30 m                                          |
| Strecke |                      | Teil der Bahnstrecke Mersin–Adana             | Teil der Bahnstrecke Mersin–Adana             |
| Bahnhof | 348,5                | Arıklı                                        | Arıklı                                        |
| Bahnhof | 353,9                | Zeytinli                                      | Zeytinli                                      |
| Bahnhof | 357,0                | Dikili                                        | Dikili                                        |
| ehemaliger Bahnhof | 360,2                | Küçükdıkilı                                   | Küçükdıkilı                                   |
| Bahnhof | 363,1                | Şehitlik                                      | Şehitlik                                      |
| Bahnhof | 367,1                | Şakirpaşa                                     | Şakirpaşa                                     |
| Bahnhof | 370,0                | Adana                                         | Adana                                         |
| Bahnhof | 374,0                | Kiremithane                                   | Kiremithane                                   |
| Bahnhof | 380,8                | İncirlik                                      | İncirlik                                      |
| Bahnhof | 387,7                | Cezaevi                                       | Cezaevi                                       |
| Bahnhof | 389,5                | Kürkçüler                                     | Kürkçüler                                     |
| Bahnhof | 396,8                | Yakapınar                                     | Yakapınar                                     |
| Bahnhof | 404,2                | Çakaldere                                     | Çakaldere                                     |
| Bahnhof | 411,3                | Sirkeliköy                                    | Sirkeliköy                                    |
| Bahnhof | 417,9                | Ceyhan                                        | Ceyhan                                        |
| Bahnhof | 430,7                | Günyazı                                       | Günyazı                                       |
| Bahnhof | 435,0                | Yassıca                                       | Yassıca                                       |
| Bahnhof | 448,3                | Toprakkale                                    | Toprakkale                                    |
| Abzweig geradeaus, nach rechts und von rechts |                      | nach İskenderun                               | nach İskenderun                               |
| Bahnhof | 457,2                | Osmaniye                                      | Osmaniye                                      |
| Bahnhof | 466,8                | Mamure                                        | Mamure                                        |
| ehemaliger Bahnhof | 471,5                | Şekerdere                                     | Şekerdere                                     |
| Bahnhof | 479,6                | Yarbaşı                                       | Yarbaşı                                       |
| Bahnhof | 485,9                | Taşoluk                                       | Taşoluk                                       |
| ehemaliger Bahnhof | 489,4                | Nohut                                         | Nohut                                         |
| Bahnhof | 493,0                | Bahçe                                         | Bahçe                                         |
| Bahnhof | 495,4                | Bahçeşehir                                    | Bahçeşehir                                    |
| Tunnel |                      | mehrere Tunnel in den Amanos Dağları          | mehrere Tunnel in den Amanos Dağları          |
| Bahnhof | 500,9                | Ayran                                         | Ayran                                         |
| Tunnel |                      | Bahçe-Tunnel (8 km, Scheiteltunnel)           | Bahçe-Tunnel (8 km, Scheiteltunnel)           |
| Strecke von links · Abzweig quer und nach rechts · Strecke von rechts |                      | Abzweig türkische Bagdadbahn                  | Abzweig türkische Bagdadbahn                  |
| Bahnhof · Strecke | 511,40,0             | Fevzipaşa                                     | Fevzipaşa                                     |
| ehemaliger Bahnhof · Strecke | 515,2                | Hanağzı                                       | Hanağzı                                       |
| Bahnhof · Strecke | 520,7                | İslahiye                                      | İslahiye                                      |
| Abzweig geradeaus und ehemals nach links · Strecke von rechts (außer Betrieb) · Strecke |                      | (Streckenverlegung wegen Stausee)             | (Streckenverlegung wegen Stausee)             |
| ehemaliger Bahnhof · Strecke (außer Betrieb) · Strecke | 531,2                | Güvercinlik                                   | Güvercinlik                                   |
| Bahnhof · Strecke (außer Betrieb) · Strecke | 544,6                | Tahtaköprü                                    | Tahtaköprü                                    |
| Abzweig geradeaus und ehemals von links · Strecke nach rechts (außer Betrieb) · Strecke |                      | (Streckenverlegung wegen Stausee)             | (Streckenverlegung wegen Stausee)             |
| Grenze · Strecke |                      | Staatsgrenze Türkei–Syrien                    | Staatsgrenze Türkei–Syrien                    |
| Bahnhof · Strecke | 549,80,0             | Meydan Ekbaz                                  | Meydan Ekbaz                                  |
| Bahnhof · Strecke | 9,8                  | Radschu                                       | Radschu                                       |
| Bahnhof · Strecke | 15,3                 | Kurt-Kulac                                    | Kurt-Kulac                                    |
| Bahnhof · Strecke | 26,5                 | Afrin                                         | Afrin                                         |
| Bahnhof · Strecke | 32,3                 | Kafar Jana                                    | Kafar Jana                                    |
| Bahnhof · Strecke | 36,6                 | Qatma                                         | Qatma                                         |
| Bahnhof · Strecke | 43,1                 | Izaz                                          | Izaz                                          |
| Bahnhof · Strecke | 49,3                 | Tall Rifaat                                   | Tall Rifaat                                   |
| Bahnhof · Strecke | 75,3                 | Asras                                         | Asras                                         |
| Abzweig geradeaus und von rechts · Strecke |                      | Al-Tschachba-Zementfabrik                     | Al-Tschachba-Zementfabrik                     |
| Abzweig geradeaus und von links · Strecke von rechts · Strecke |                      |                                               |                                               |
| Bahnhof · Strecke · Strecke | 85,50,0              | Muslimiya                                     | Muslimiya                                     |
| Abzweig geradeaus und nach rechts · Strecke · Strecke |                      | Arabian Cement Co.                            | Arabian Cement Co.                            |
| Abzweig geradeaus und ehemals von rechts · Strecke · Strecke |                      | Babennes-Zementfabrik                         | Babennes-Zementfabrik                         |
| Abzweig geradeaus und ehemals von rechts · Strecke · Strecke |                      | Halab-Kokerei                                 | Halab-Kokerei                                 |
| Bahnhof · Strecke · Strecke | 100,1                | Aleppo                                        | Aleppo                                        |
| Strecke nach links · Strecke · Strecke |                      | Strecke Riyaq–Aleppo nach Damaskus            | Strecke Riyaq–Aleppo nach Damaskus            |
| ehemaliger Bahnhof · Strecke | 16,5                 | Ta’an                                         | Ta’an                                         |
| ehemaliger Bahnhof · Strecke | 32,1                 | Achtarin                                      | Achtarin                                      |
| Bahnhof · Strecke | 45,0                 | ar-Ra’y                                       | ar-Ra’y                                       |
| Grenze · Strecke |                      | Staatsgrenze Syrien–Türkei                    | Staatsgrenze Syrien–Türkei                    |
| Bahnhof · Strecke | 59,7                 | Çöbanbey                                      | Çöbanbey                                      |
| ehemaliger Bahnhof · Strecke | 80,6                 | Akköyunlu                                     | Akköyunlu                                     |
| ehemaliger Bahnhof · Strecke | 101,2                | Oncüler                                       | Oncüler                                       |
| ehemaliger Bahnhof · Strecke | 104,1                | Arslanli                                      | Arslanli                                      |
| Strecke · Bahnhof | 10,0                 | Kozdere                                       | Kozdere                                       |
| Strecke · Bahnhof | 14,0                 | Nurdağ                                        | Nurdağ                                        |
| Strecke · Bahnhof | 28,6                 | Beyoğlu                                       | Beyoğlu                                       |
| Strecke · Bahnhof | 40,6                 | Türkoğlu                                      | Türkoğlu                                      |
| Strecke · Bahnhof | 49,6                 | Sevendig                                      | Sevendig                                      |
| Strecke · Abzweig geradeaus und von links |                      | von Kahramanmaraş                             | von Kahramanmaraş                             |
| Strecke · Bahnhof | 53,2                 | Köprüağzı                                     | Köprüağzı                                     |
| Strecke · Bahnhof | 68,70,0              | Narlı                                         | Narlı                                         |
| Strecke · Abzweig geradeaus und nach links |                      | nach Malatya                                  | nach Malatya                                  |
| Strecke · Bahnhof | 20,6                 | Salmanlı                                      | Salmanlı                                      |
| Strecke · Bahnhof | 24,8                 | Konakoba                                      | Konakoba                                      |
| Strecke · Bahnhof | 27,8                 | Keleş                                         | Keleş                                         |
| Strecke · Bahnhof | 39,2                 | Akçagöze                                      | Akçagöze                                      |
| Strecke · Bahnhof | 59,0                 | Sehitarif                                     | Sehitarif                                     |
| Strecke · Bahnhof | 71,6                 | Dülük                                         | Dülük                                         |
| Strecke · ehemaliger Bahnhof | 75,6                 | Beylerbeyi                                    | Beylerbeyi                                    |
| Strecke · Abzweig geradeaus und von rechts |                      | Gaziantep Şarap Fabrikası                     | Gaziantep Şarap Fabrikası                     |
| Strecke · Bahnhof | 84,0                 | Gaziantep                                     | Gaziantep                                     |
| Strecke · Bahnhof | 89,3                 | Mustafayavuz                                  | Mustafayavuz                                  |
| Strecke · Bahnhof | 100,2                | Hayrat                                        | Hayrat                                        |
| Strecke · Bahnhof | 114,6                | Türkyurdu                                     | Türkyurdu                                     |
| Strecke · Bahnhof | 121,3                | Yuva                                          | Yuva                                          |
| Strecke · Bahnhof | 133,4                | Nizip                                         | Nizip                                         |
| Strecke · Bahnhof | 141,5                | Bozalioğlu                                    | Bozalioğlu                                    |
| Strecke · Bahnhof | 144,5                | Bağlica                                       | Bağlica                                       |
| Strecke · Bahnhof | 147,7                | Tilmyen                                       | Tilmyen                                       |
| Strecke · Bahnhof | 153,5                | Yesildağ                                      | Yesildağ                                      |
| Strecke · Bahnhof | 156,0                | Yukarıayındır                                 | Yukarıayındır                                 |
| Strecke · Bahnhof | 159,0                | Kumulca                                       | Kumulca                                       |
| Strecke · Bahnhof | 161,1                | Elifoğlu                                      | Elifoğlu                                      |
| Strecke · Bahnhof | 165,5                | Tosunlar                                      | Tosunlar                                      |
| Strecke · Bahnhof | 169,5                | Türkburcu                                     | Türkburcu                                     |
| Abzweig geradeaus und von links · Strecke nach rechts |                      |                                               |                                               |
| Bahnhof | 115,0174,9           | Karkamış auch: Dscharabulus                   | Karkamış auch: Dscharabulus                   |
| Brücke über Wasserlauf |                      | Euphratbrücke                                 | Euphratbrücke                                 |
| Bahnhof | 189,0                | Göksu                                         | Göksu                                         |
| Bahnhof | 200,4                | Mutluca                                       | Mutluca                                       |
| Bahnhof | 212,6                | Mürşitpınar                                   | Mürşitpınar                                   |
| Bahnhof | 232,9                | Bekçiler                                      | Bekçiler                                      |
| Bahnhof | 253,8                | Gültepe                                       | Gültepe                                       |
| Bahnhof | 273,8                | Akçakale früher: Tall Abyad                   | Akçakale früher: Tall Abyad                   |
| Bahnhof | 294,4                | Zenginova                                     | Zenginova                                     |
| Bahnhof | 315,0                | Goçar                                         | Goçar                                         |
| Bahnhof | 336,5                | Sayarlı früher: at-Tu'aim                     | Sayarlı früher: at-Tu'aim                     |
| Bahnhof | 358,1                | Gökçayır                                      | Gökçayır                                      |
| Bahnhof | 377,9                | Ceylanpınar früher: Ras al-Ain                | Ceylanpınar früher: Ras al-Ain                |
| Bahnhof | 399,6                | Gürpınar                                      | Gürpınar                                      |
| Bahnhof | 416,8                | Akdoğan                                       | Akdoğan                                       |
| Abzweig geradeaus und nach links |                      | Alaki Çimento Fabrikası                       | Alaki Çimento Fabrikası                       |
| Bahnhof | 440,0                | Şenyurt früher: Derbisiye                     | Şenyurt früher: Derbisiye                     |
| Abzweig geradeaus und nach links |                      | nach Mardin                                   | nach Mardin                                   |
| ehemaliger Bahnhof | 454,0                | Arpatepe                                      | Arpatepe                                      |
| Bahnhof | 462,2                | Toruntepe                                     | Toruntepe                                     |
| Bahnhof | 483,6                | Serçehan                                      | Serçehan                                      |
| Bahnhof | 498,6                | Nusaybin                                      | Nusaybin                                      |
| Grenze |                      | Staatsgrenze Türkei–Syrien                    | Staatsgrenze Türkei–Syrien                    |
| Dienststation / Betriebs- oder Güterbahnhof | 503,7                | Qamischli 2                                   | Qamischli 2                                   |
| Abzweig geradeaus, nach rechts und von rechts |                      | nach/von Qamischli 1                          | nach/von Qamischli 1                          |
| Dienststation / Betriebs- oder Güterbahnhof | 510,0                | Tall Ziwan                                    | Tall Ziwan                                    |
| Bahnhof | 529,0                | Kabur al-Bid                                  | Kabur al-Bid                                  |
| Bahnhof | 551,0                | Umm Qaif-Faukani                              | Umm Qaif-Faukani                              |
| Bahnhof | 552,0                | Demir Kapi                                    | Demir Kapi                                    |
| ehemaliger Bahnhof | 562,0                | Tall Hadsch                                   | Tall Hadsch                                   |
| Bahnhof | 586,7                | al-Yaʿrubiyya früher: Tall Kutschak           | al-Yaʿrubiyya früher: Tall Kutschak           |
| Grenze |                      | Staatsgrenze Syrien–Irak                      | Staatsgrenze Syrien–Irak                      |
| ehemaliger Bahnhof | 608,0                | Abu Hudschaira                                | Abu Hudschaira                                |
| Bahnhof | 615,3                | Tall al-Uwainat                               | Tall al-Uwainat                               |
| ehemaliger Bahnhof | 638,5                | Tall-Hugna                                    | Tall-Hugna                                    |
| Bahnhof | 649,6                | al-Wa’ailiyya                                 | al-Wa’ailiyya                                 |
| Bahnhof | 671,2                | Abtir                                         | Abtir                                         |
| Bahnhof | 677,0                | as-Sabuniyya                                  | as-Sabuniyya                                  |
| ehemaliger Bahnhof | 697,0                | Hayy al-Yarmuk                                | Hayy al-Yarmuk                                |
| Bahnhof | 702,6                | Mosul                                         | Mosul                                         |
| ehemaliger Bahnhof | 707.0                | Abu Saif                                      | Abu Saif                                      |
| Bahnhof | 716,0                | al-Qasr                                       | al-Qasr                                       |
| ehemaliger Bahnhof | 724,9                | Hammam al-Alail                               | Hammam al-Alail                               |
| ehemaliger Bahnhof | 734,0                | Munira                                        | Munira                                        |
| Bahnhof | 748,7                | ath-Thaura                                    | ath-Thaura                                    |
| Abzweig geradeaus und von links |                      | von Nika’a                                    | von Nika’a                                    |
| Bahnhof | 757,1                | Schuwairat                                    | Schuwairat                                    |
| Bahnhof | 765,0                | al-Kais                                       | al-Kais                                       |
| Bahnhof | 773,7                | Qayyara                                       | Qayyara                                       |
| ehemaliger Bahnhof |                      | Tall Azba                                     | Tall Azba                                     |
| Bahnhof | 786,6                | Wadi al-Murr                                  | Wadi al-Murr                                  |
| Bahnhof | 803,5                | al-Dscharnaf                                  | al-Dscharnaf                                  |
| Bahnhof | 826,6                | Tulul al-Baq                                  | Tulul al-Baq                                  |
| Bahnhof | 837,1                | Umm Ghurba                                    | Umm Ghurba                                    |
| ehemaliger Bahnhof | 844,0                | asch-Scharqat                                 | asch-Scharqat                                 |
| Bahnhof | 855,6                | Ain Dais                                      | Ain Dais                                      |
| Bahnhof | 867,6                | al-Haliwat                                    | al-Haliwat                                    |
| Abzweig geradeaus und ehemals von links |                      | von Kirkuk                                    | von Kirkuk                                    |
| Bahnhof | 896,2                | Baidschi                                      | Baidschi                                      |
| Abzweig geradeaus und nach rechts |                      | nach Al-Haqlaniyya                            | nach Al-Haqlaniyya                            |
| ehemaliger Bahnhof | 909,6                | Abu Radschasch                                | Abu Radschasch                                |
| Bahnhof | 914,2                | Qalʿat Rayyasch                               | Qalʿat Rayyasch                               |
| ehemaliger Bahnhof | 916,9                | Ausweichstelle Abu Radschasch                 | Ausweichstelle Abu Radschasch                 |
| ehemaliger Bahnhof | 924,1                | Imam Makarim                                  | Imam Makarim                                  |
| Bahnhof | 936,2                | Tikrit                                        | Tikrit                                        |
| Bahnhof | 952,5                | Imam Dur                                      | Imam Dur                                      |
| ehemaliger Bahnhof | 954,7                | Daur                                          | Daur                                          |
| ehemaliger Bahnhof | 960,3                | Daur-Streckenposten                           | Daur-Streckenposten                           |
| ehemaliger Bahnhof | 967,6                | Makafascha                                    | Makafascha                                    |
| ehemaliger Bahnhof | 970,0                | Muhaidschir                                   | Muhaidschir                                   |
| Bahnhof | 977,6                | al-Abbassiyya                                 | al-Abbassiyya                                 |
| Bahnhof | 982,9                | al-Adschik                                    | al-Adschik                                    |
| Bahnhof | 990,9                | Samarra                                       | Samarra                                       |
| Abzweig geradeaus und ehemals nach links · Strecke von rechts (außer Betrieb) | 1007,027,4           |                                               |                                               |
| Strecke · Bahnhof (Strecke außer Betrieb) | 25,6                 | Istabular                                     | Istabular                                     |
| Strecke · Bahnhof (Strecke außer Betrieb) |                      | Ahal Ghidhab                                  | Ahal Ghidhab                                  |
| Strecke · Bahnhof (Strecke außer Betrieb) | 5,0                  | Ausweichstelle Harbi                          | Ausweichstelle Harbi                          |
| Bahnhof · Strecke (außer Betrieb) | 1013.2               | al-Ischaqi                                    | al-Ischaqi                                    |
| Bahnhof · Strecke (außer Betrieb) | 1031,6               | Balad                                         | Balad                                         |
| Abzweig geradeaus und ehemals von links · Strecke nach rechts (außer Betrieb) | 1034,00,0            |                                               |                                               |
| Bahnhof | 1049,6               | Sumaitschach                                  | Sumaitschach                                  |
| Abzweig geradeaus und nach links | 1051,0               | nach Sadiyya                                  | nach Sadiyya                                  |
| ehemaliger Bahnhof | 1051,0               | ad-Dudschail                                  | ad-Dudschail                                  |
| ehemaliger Bahnhof | 1062,0               | Nabiriyyat                                    | Nabiriyyat                                    |
| Bahnhof | 1069,4               | al-Muschachada                                | al-Muschachada                                |
| Abzweig geradeaus und von links | 1084,8               | von Kala Asim al-Muhammad                     | von Kala Asim al-Muhammad                     |
| Bahnhof | 1090,6               | al-Tadschi                                    | al-Tadschi                                    |
| Abzweig geradeaus und nach rechts | 1094,0               | zur Hadschim-as-Sagam-Gasraffinerie           | zur Hadschim-as-Sagam-Gasraffinerie           |
| ehemaliger Bahnhof | 1097,0               | Tha’alibach                                   | Tha’alibach                                   |
| Abzweig geradeaus und von rechts | 1101,0               | von Bagdad-Flughafen und al-Qa’im             | von Bagdad-Flughafen und al-Qa’im             |
| Abzweig geradeaus, nach rechts und von rechts |                      | von/nach Basra                                | von/nach Basra                                |
| Kopfbahnhof Streckenende | 1109,6               | Bagdad West                                   | Bagdad West                                   |

Die Bagdadbahn ist eine im ehemaligen Osmanischen Reich von Konya (heute in der Türkei) nach Bagdad (heute im Irak) führende, in den Jahren 1903 bis 1918 auf etwa 3/4 ihrer Gesamtlänge von etwa 1600 Kilometern gebaute Eisenbahnstrecke. Ihre Fertigstellung erfolgte erst in der Zeit nach dem 1918 endenden Osmanischen Reich. Die im anschließend entstandenen Staat Irak gelegene, etwa 400 km lange noch fehlende Teilstrecke wurde erst in den 1930er-Jahren gebaut. Nach 1918 verblieb weniger als die Hälfte der Bahnstrecke im Nachfolgestaat Türkei. Etwa 150 km Streckenlänge (parallel zur Hauptstrecke in der Türkei über Aleppo) liegt im heutigen Syrien und etwa 840 km Streckenlänge im Irak.
Einschließlich der Anatolischen Eisenbahn Istanbul–Konya und Anschlussstrecken in Syrien (u. a. von Aleppo nach Damaskus) und im Irak hat die Bagdadbahn eine Länge von 3205 km. Die Bahn ist ein ingenieurtechnisch anspruchsvolles Bauwerk und eines der aufwändigsten Infrastrukturprojekte jener Zeit.
Die von Damaskus nach Süden führende sogenannte Hedschasbahn wurde gleichzeitig geplant und gebaut und kann deshalb im weitesten Sinne auch zur Bagdadbahn gerechnet werden.

## Streckenverlauf

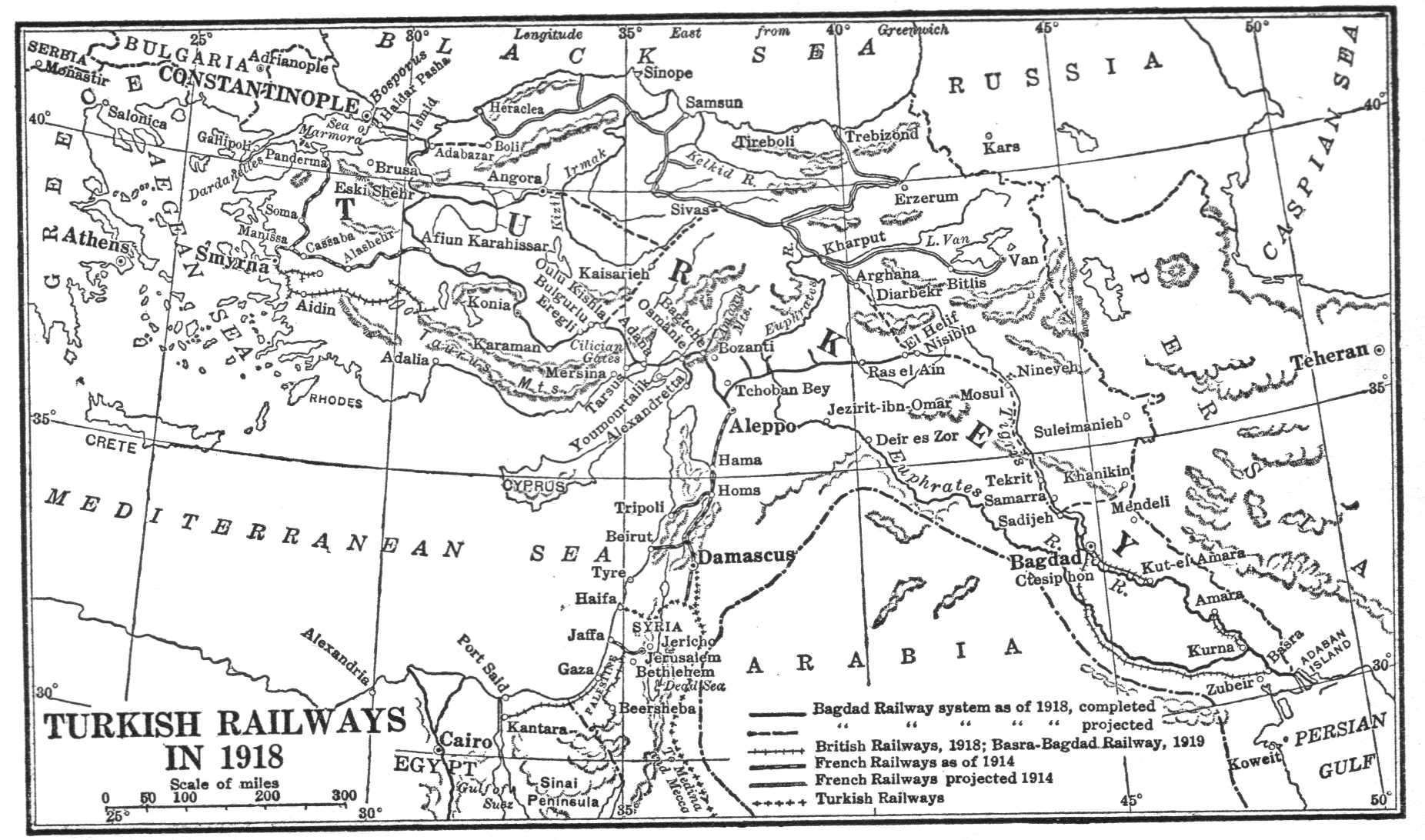
Karte der Bagdadbahn und geplanter Erweiterungen, Stand 1918

Die Strecke führt in Fortsetzung der Anatolischen Bahn von Konya über Adana, Aleppo und Mosul bis nach Bagdad und nach einer Erweiterung der Strecke nach Basra am Persischen Golf. Mit der über die Eisenbahn Damas–Hama et Prolongements und Damaskus angebundenen Hedschasbahn nach Medina wurde dieses Eisenbahnsystem weit in den Süden des Osmanischen Reiches vorangetrieben.
Um die Strecke möglichst dem Beschuss durch Artillerie von der See her zu entziehen, verlief die Trasse im Landesinneren. So wurde nach İskenderun lediglich eine Stichbahn gelegt, die Hauptlinie aber nicht von dort nach Aleppo geführt, sondern aufwendig über das Nurgebirge, was den Bau eines acht Kilometer langen Tunnels erforderlich machte.

## Entstehung der Bagdadbahn

### Vorgeschichte

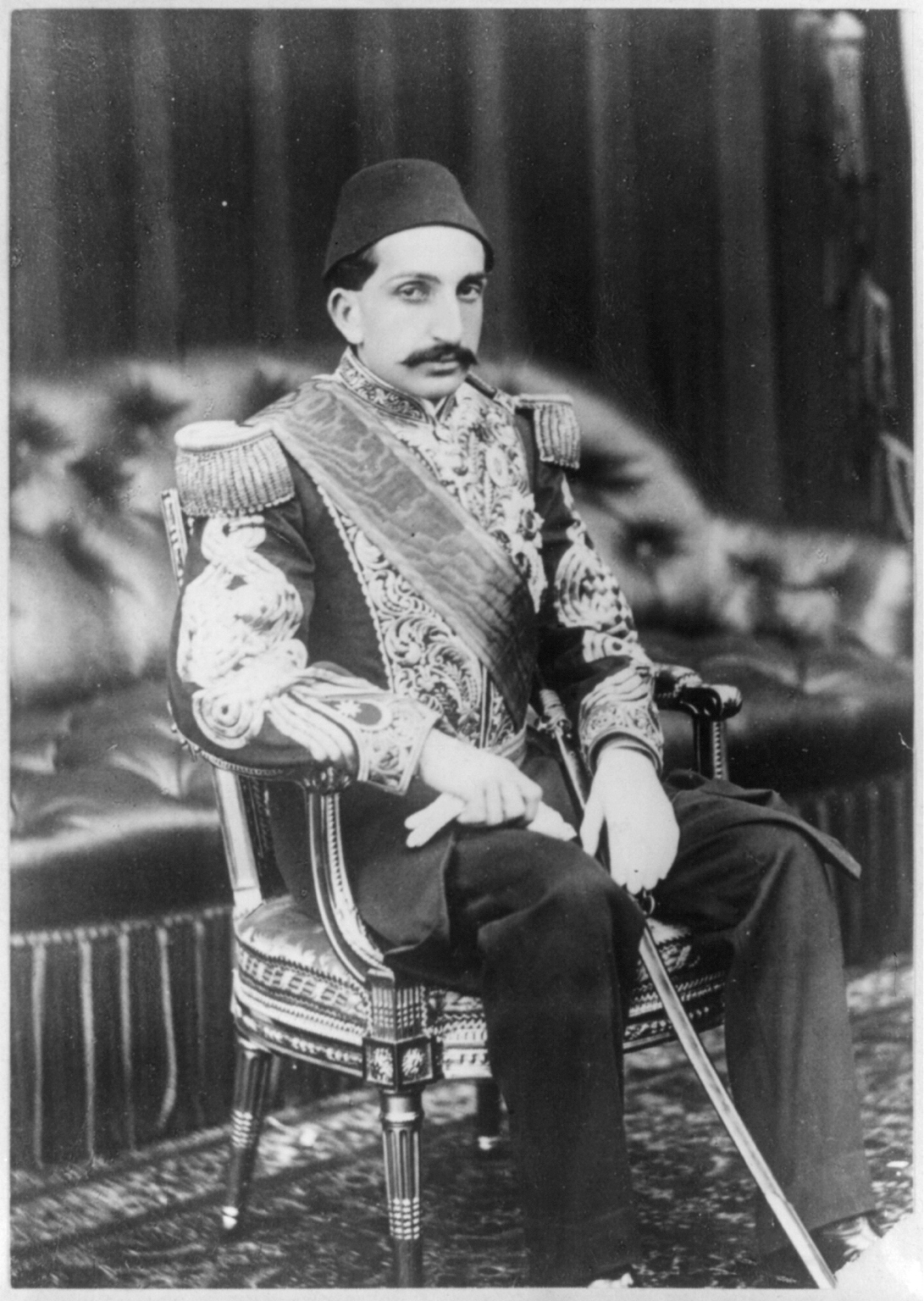
Sultan Abdülhamid II.

Im 19. Jahrhundert war das Osmanische Reich gegenüber den europäischen Großmächten endgültig ins Hintertreffen geraten und hatte den größten Teil seines auf dem Balkan gelegenen Territoriums verloren; seine Hauptstadt Konstantinopel rückte dadurch an den Rand des Staatsgebietes. Wie die Entwicklung in Europa und Amerika zeigte, bildeten Eisenbahnen die Grundlage für wirtschaftlichen Fortschritt und Expansion in die Fläche. Nach diesen Vorbildern hoffte Sultan Abdülhamid II., mittels der Eisenbahn als eines leistungsfähigen, effizienten und schnellen Transportsystems sein Reich bis zum Persischen Golf ökonomisch zu erschließen und politisch zu stabilisieren, denn größere Truppenverschiebungen im Osmanischen Reich benötigten Monate.
Ähnliche Pläne waren bereits in den 1830er Jahren entworfen worden, als sich der britische Oberst Francis Chesney um den Bau der Euphrat Valley Railway bemühte, der aber die Fertigstellung des Suezkanals vorgezogen wurde.
Seit Anfang der 1880er Jahre war der deutsche Ingenieur Wilhelm Pressel mit der Entwicklung entsprechender Pläne beschäftigt. Er schrieb: „Wenn die Eisenbahnen im Stande sind, die wirtschaftlichen Erzeugungskräfte und Verbrauchsfähigkeit eines Landes zu heben, so wird dies vor allem in Anatolien der Fall sein, wo noch allzuhäufig aus Mangel an Verkehrsmitteln im Innern bedeutende Fruchtmengen zugrunde gehen und weite Felder brachliegen müssen.“

### Finanzierung

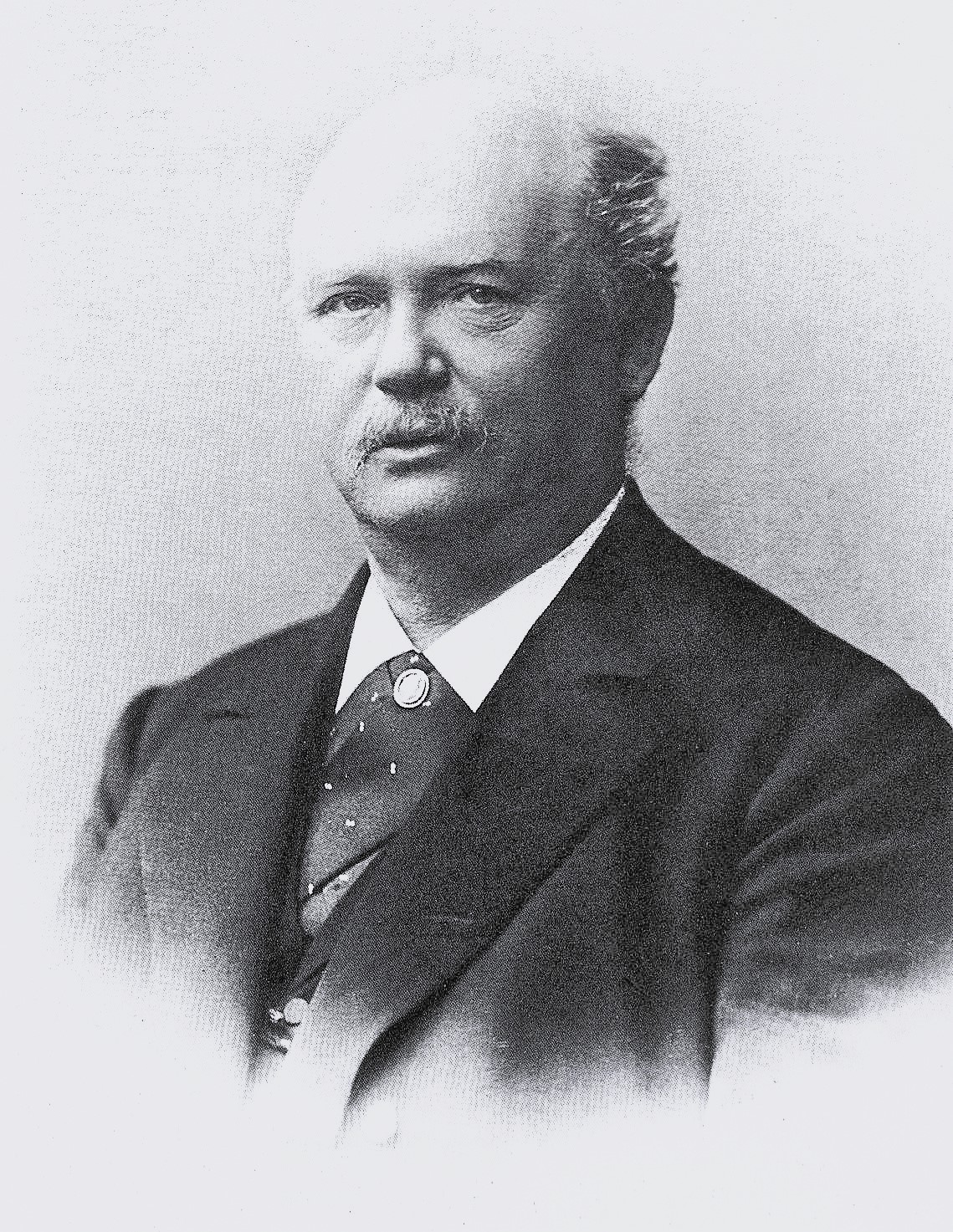
Georg von Siemens. Photographie aus dem Jahr 1897

Das Osmanische Reich war über französische Großbanken, die die Banque Impériale Ottomane kontrollierten, und die Administration de la Dette Publique Ottomane, die Staatsschuldenverwaltung, finanziell stark von Frankreich abhängig. Durch den Auftrag an britische oder deutsche Banken zur Finanzierung der Bagdadbahn wollte der Sultan sein Reich aus dieser Abhängigkeit befreien. Die britische Regierung begrüßte diese Aussicht, da sie an einer Stabilisierung des „Kranken Mannes am Bosporus“ und größerer Einflussnahme in der Region interessiert war. Ein Zerfall des Osmanischen Reiches wäre möglicherweise Österreich-Ungarn und dem Russischen Reich zugutegekommen. Britische Banken beurteilten das Projekt jedoch als finanzielles Risikogeschäft und verweigerten die Beteiligung.
Mit dem Deutschen Reich hatten die Osmanen unter anderem durch die deutschen Militärmissionen positive Erfahrungen gemacht. Da sich die deutschen Interessen im Osmanischen Reich auf die Wirtschaft beschränkten und im Gegensatz zur britischen und französischen Kolonialpolitik nicht auf Gebietsgewinne zielten, erschien dies weniger riskant. Daher sollte der Eisenbahnbau nach Wunsch der Hohen Pforte an eine deutsche Kapitalgesellschaft gegeben werden.
In Deutschland wurde das Projekt unterschiedlich beurteilt. Die Deutsche Bank war anfangs wenig angetan. Sie war schließlich an der Rentabilität der Bahn und später dem Rohstoffreichtum von Mesopotamien interessiert, nachdem dort größere Vorkommen an Erdöl gefunden worden waren. Die Reichsregierung und nicht zuletzt das Auswärtige Amt hofften auf Einflussgewinn in dieser sonst durch britische und französische Interessen beherrschten Zone. Hinzu kam der Prestigeaspekt für die deutsche Außenpolitik, deren Erfolge in dieser Zeit weit hinter den selbst gesetzten Ansprüchen zurückstanden. Kaiser Wilhelm II. setzte sich persönlich nachdrücklich für den Bahnbau ein und schickte bei jedem vollendeten Bahnabschnitt ein zweisprachiges Glückwunschtelegramm an die Bauarbeiter.

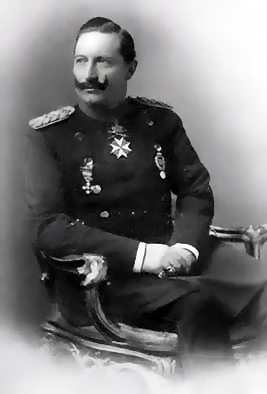
Kaiser Wilhelm II., Förderer der Bagdadbahn

Zugleich sollten neue Absatzmärkte für deutsche Produkte erschlossen werden. Die deutsche Politik trat hier in direkter Konkurrenz zu französischen und vor allem britischen Interessen.
Doch obwohl die Bagdadbahn ebenso wie die deutschen Militärmissionen die deutsch-osmanischen Beziehungen erheblich intensivierte und damit letztlich zum Eintritt des Osmanischen Reichs auf Seiten der Mittelmächte in den Ersten Weltkrieg beitrug, beurteilte der zuständige Direktor der Deutschen Bank, Georg von Siemens, welcher sich von Diplomatie und Politik zum Projekt genötigt sah, die Bagdadbahn zeit seines Lebens äußerst kritisch:

„Die anatolische Bahn wird ja augenblicklich von der deutschen Presse, welche sonst so wenig hat, in den Himmel gehoben. Aber als Geschäft? Du lieber Himmel! Da bleibt sie immer eine Nebensache, wie der Klub der Harmlosen. Mir persönlich war diese Bahn recht nützlich, weil seit dieser Zeit die Leute angefangen haben, an mich zu glauben, und das ist nützlich, wenn man ernsthaft große Dinge verfolgt, aber diese Bahn selbst ist nur ein toter Strang und die Begeisterung Seiner Majestät für Mesopotamien ist ohne tieferen Wert für die deutschen Interessen.“

1889 wurde unter Siemens’ Leitung die Anatolische Eisenbahngesellschaft gegründet, an der deutsche und österreichische Betriebe beteiligt waren, darunter Philipp Holzmann, Friedrich Krupp AG, Borsig und Maffei. Diese Firmen lieferten auch das Material und die Ausstattung für die neue Bahnlinie, die zunächst von Konstantinopel über Ankara nach Konya gehen sollte.
Eine neue Phase deutscher Orientpolitik begann 1897 mit dem Amtsantritt des neuen deutschen Botschafters in Konstantinopel, Adolf Marschall von Bieberstein. Ihm gelang es, den Besuch des Kaisers für das darauf folgende Jahr zu vereinbaren. Als Sultan Abdülhamid II. dem Kaiser beim Empfang in der deutschen Botschaft das Angebot unterbreitete, die Konzession für den Bau der Strecke bis nach Bagdad an die Deutsche Bank zu vergeben, sagte Wilhelm II. erfreut zu. Georg von Siemens geriet dadurch in eine prekäre Lage, denn bei einer Absage lief er Gefahr, die Gunst des Kaisers zu verlieren. Siemens entschied sich, das Projekt weiterzuverfolgen. Dafür wurde er später für seine „großen Verdienste um das osmanische Eisenbahnwesen“ von Wilhelm II. in den erblichen Adelsstand erhoben.
Erstmals war auch schon in der Konzession für die Strecke Eskişehir–Konya der Anatolischen Eisenbahn vom 15. Februar 1893 – vorsichtig formuliert – von einer Verlängerung nach Bagdad gesprochen worden. Die Anatolische Eisenbahn hatte bereits am 31. Dezember 1892 Ankara erreicht, und am 29. Juli 1896 wurde die Zweigstrecke nach Konya in Betrieb genommen. 1899 wurde die vorläufige Vereinbarung zwischen der Deutschen Bank und dem Osmanischen Reich über den Bau der Bagdadbahn von Konya nach Bagdad unterzeichnet.
Nach der Erteilung der vorläufigen Konzession bemühte Siemens sich um Beteiligungen der Banken anderer Staaten. Britische Banken zeigten aber nach wie vor kein Interesse, und auch diverse New Yorker Bankhäuser lehnten das Angebot ab. Schließlich konnte Siemens die französische Banque Impériale Ottomane sowie mehrere Bankhäuser aus Österreich-Ungarn und Italien mit ins Boot holen. Der deutsche Außenminister Adolf Marschall von Bieberstein sah diese Bemühungen ungern. Die Gegenleistung des Osmanischen Reiches war die Abtretung der Schürfrechte, vor allem für die Öl- und Gasvorkommen, in einem Korridor von je 20 km beiderseits der Bahnlinie. Österreich-Ungarn besaß damals schon eine Ölraffinerie bei Wien.

4-sprachige Schuldverschreibung der türkischen Bagdadbahn von 1903 zur Finanzierung des Bahnbaus

Am 5. März 1903 wurde die endgültige Konzession mit einer Laufzeit von 99 Jahren erteilt. Vertragspartner waren die Anatolische Eisenbahn und das Osmanische Reich. Zum Endpunkt wurde Basra bestimmt sowie ein später festzulegender Punkt am Persischen Golf. Am 13. April 1903 wurde die Sociéte Impériale du Chemin de fer de Bagdad unter der Führung der Deutschen Bank gegründet. Die Beteiligungen hielten die Deutsche Bank (40 %), die Banque Impériale Ottomane (30 %), die Anatolische Eisenbahn-Gesellschaft (10 %), der Wiener Bankverein und die Schweizerische Kreditanstalt (je 7,5 %) sowie die Banca Commerciale Italiana (5 %).

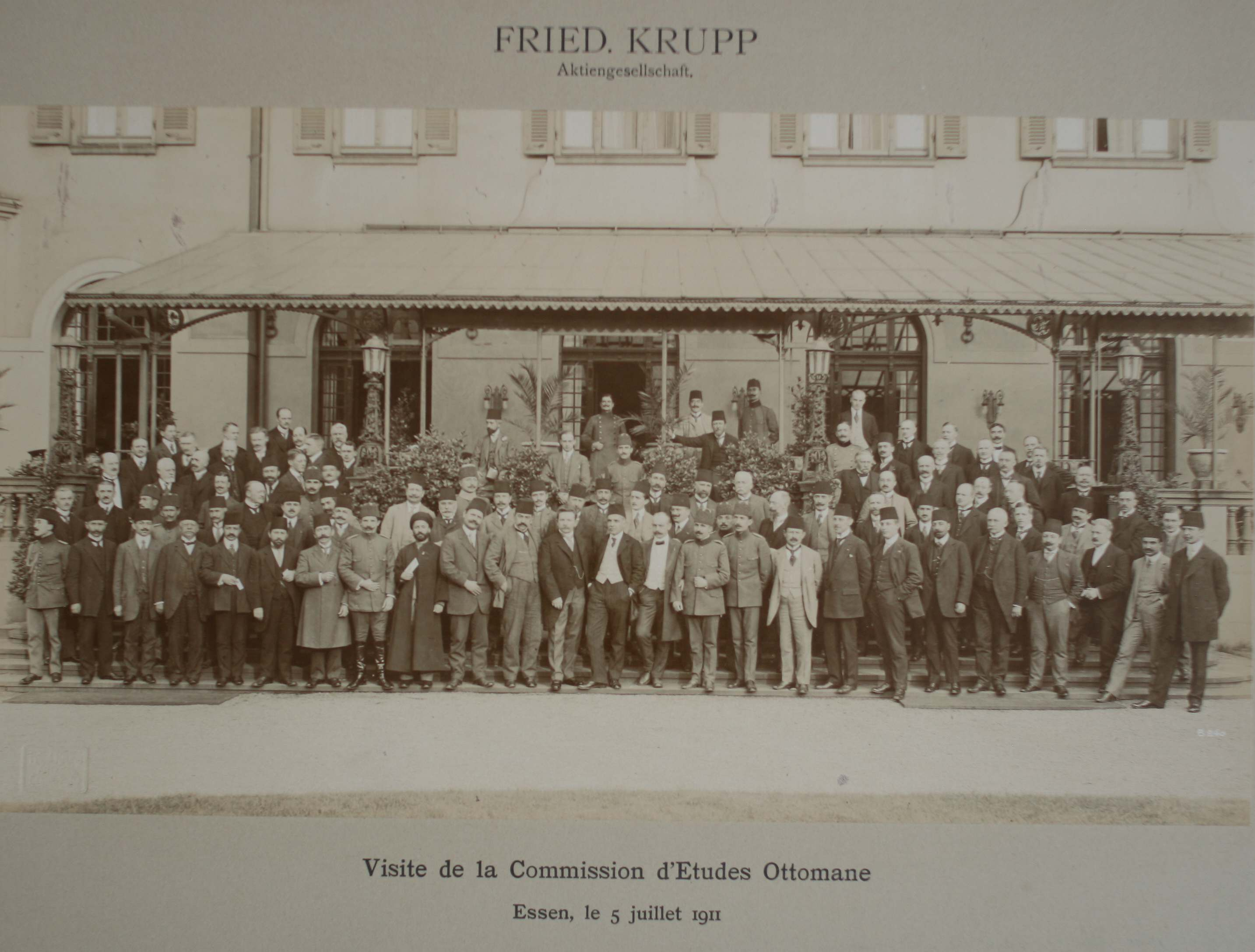
Türkische Delegation 1911 bei der Firma Krupp, die Schienen lieferte

Schließlich wurde das Projekt zum großen Teil durch die Ausgabe türkischer Staatsanleihen finanziert, die die Deutsche Bank emittierte. Die erste aus dem Jahr 1904 belief sich auf 54 Millionen Französische Francs, die zweite von 1910 auf 108 Millionen, die dritte 1912 auf 60 Millionen Französische Francs.
Nach dem Ersten Weltkrieg transferierte die Deutsche Bank ihre Anteile an der Bagdadbahn auf eine Schweizer Bank, um sie dem Zugriff der Siegermächte zu entziehen.

### Bau

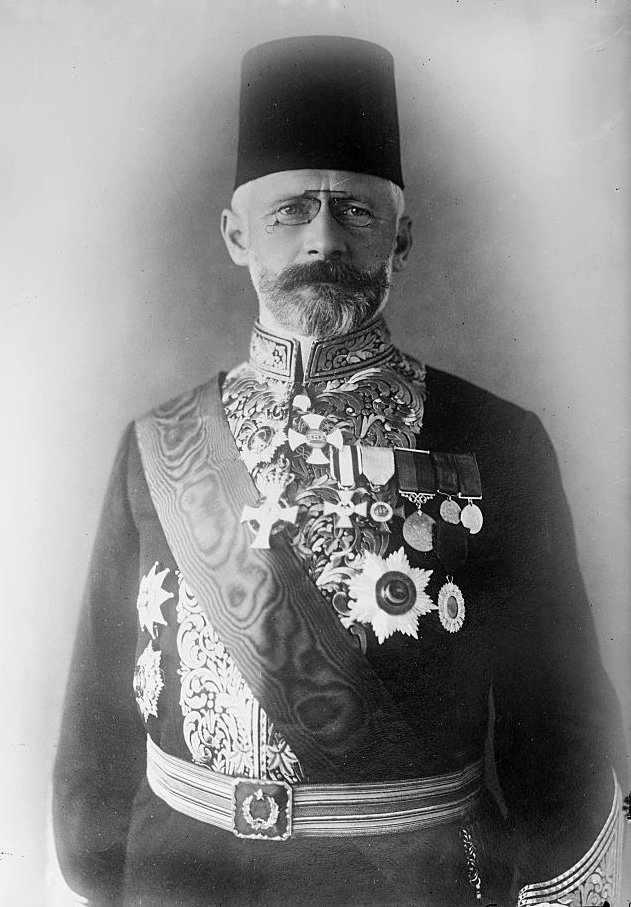
Heinrich August Meißner

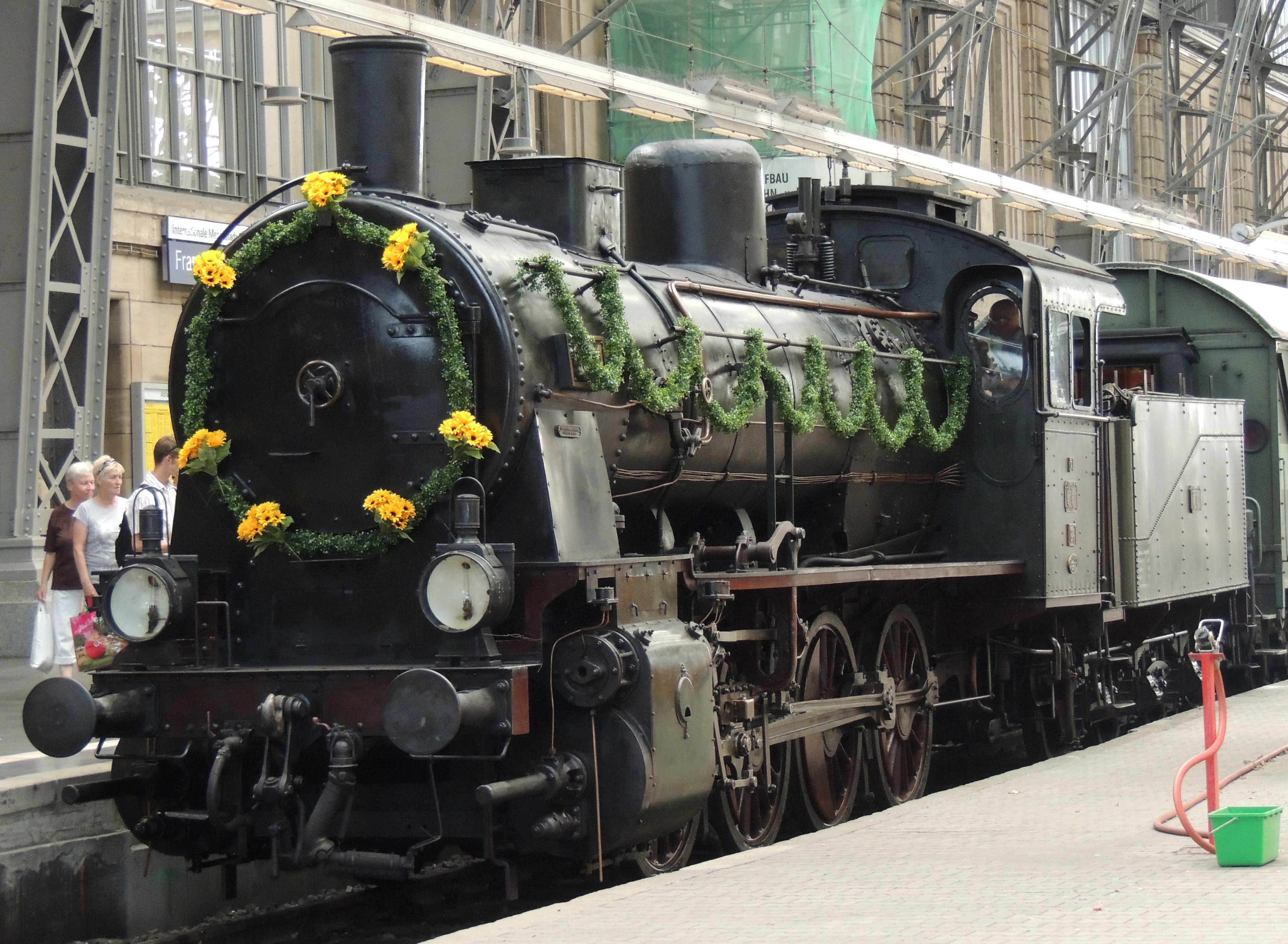
Preußische G 8 gebaut 1913 von Hanomag, 1917 zum Bau der Bagdadbahn von den Preußischen Staatseisenbahnen an die Anatolische Eisenbahn abgegeben.

Ab 1899 fanden Untersuchungen zu Bau und Trassenführung mit Expeditionen vor Ort statt. Da die Strecke in weiten Teilen durch unberührte Natur und wissenschaftlich unerforschtes Gebiet führte, wurden dabei und während des Baus bedeutende archäologische, botanische und zoologische Entdeckungen gemacht.
Am 27. Juli 1903 begannen die für zehn Jahre angesetzten Bauarbeiten an der Strecke. Die Bahn entstand unter maßgeblicher Beteiligung deutscher Firmen – vor allem des Baukonzerns Philipp Holzmann AG, deren Bauleitung Otto Riese (Vorsitzender im geschäftsführenden Direktorium) innehatte. Die Philipp Holzmann AG übernahm neben den Streckenarbeiten auch den Bau vieler Bahnstationen und vor allem großer Bahnhöfe. Die Schienen lieferte die Friedrich Krupp AG, und die Lokomotiven stammten von Borsig, Cail, Hanomag, Henschel und Maffei.

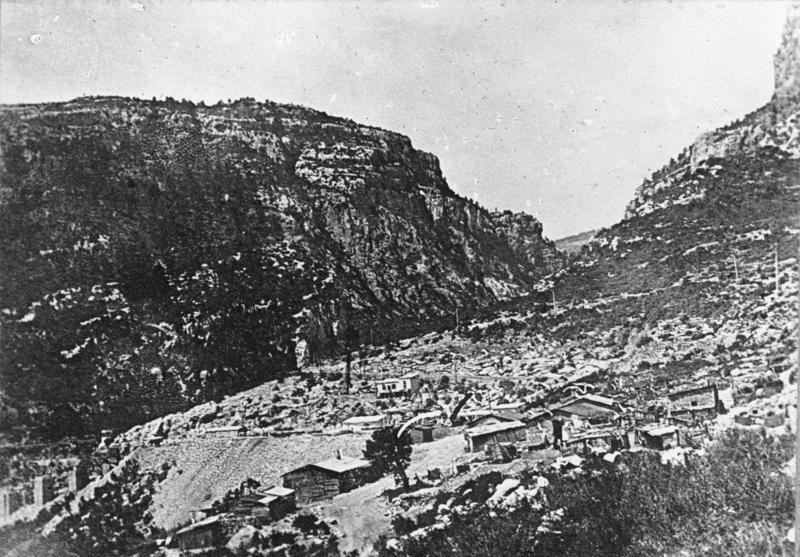
Baustelle 1913

Beim Bau der Strecke waren zeitweise über 35.000 Arbeiter unter oft extremen und gefährlichen Bedingungen beschäftigt. „Die Bahn steht für das Leid von armenischen Zwangsarbeitern.“ Erhebliche Schwierigkeiten bereiteten vor allem die Gebirgsabschnitte, die die Bauingenieure, wie Heinrich August Meißner, immer wieder vor große Herausforderungen stellten. Die Durchquerung der Kilikischen Pforte und des Taurusgebirges in Kleinasien sind die größten Leistungen dieses Bahnbaus. Die Strecke durch den Taurus führt auf eine maximale Höhe von 1.478 Metern. Neben 37 Tunneln auf zwanzig Kilometern Länge, die durch den Fels gesprengt werden mussten, waren Brücken und Viadukte, darunter der Gavurdere-Viadukt, zu errichten. 1908 bereiste der deutsche Schlachtenmaler Theodor Rocholl das Baugebiet und fertigte im Auftrag der Deutschen Bank Gemälde einzelner Baustellen an.
Von 1904 bis 1910 ruhte der Weiterbau der Bahn aufgrund der Revolution der Jungtürken und der damit verbundenen politischen Umorientierung des osmanischen Staates. 1911 wurde auf das Projekt eines Weiterbaus nach Basra verzichtet, hinzu kam die Konzession für die Strecke von Toprakkale nach İskenderun. 1912 begann der Bau von Bagdad in Richtung Norden unter Leitung von Heinrich August Meißner Pascha.

## Politische Folgen

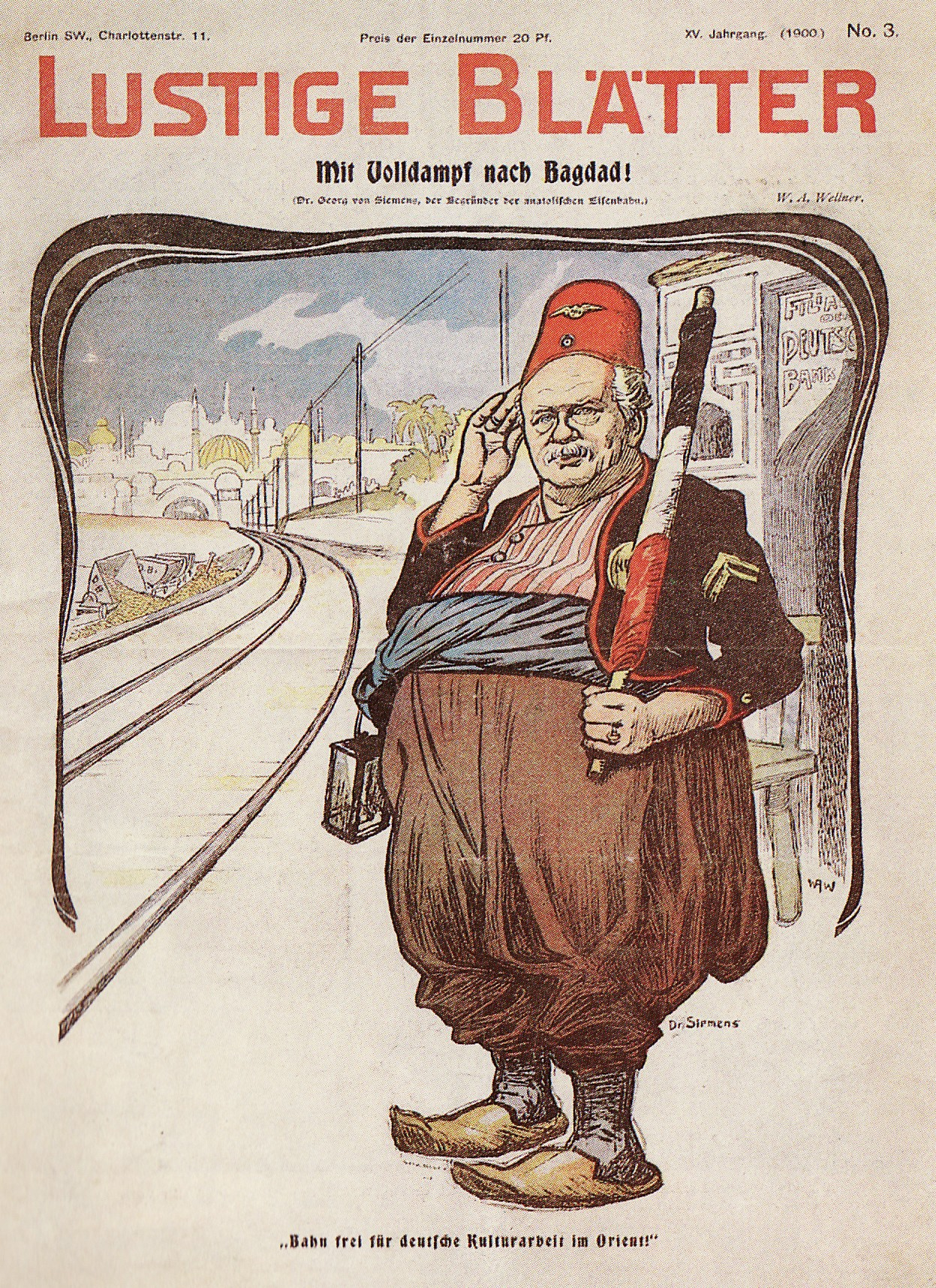
Georg von Siemens als Bahnwärter der Bagdadbahn: Karikatur der Lustigen Blätter von 1900. Die Bildunterschrift „Bahn frei für die deutsche Kulturarbeit im Orient!“ karikiert die Ideologie des deutschen Imperialismus.

Über Bagdad hinaus geführt, wäre diese Verbindung der schnellste und wirtschaftlichste Verkehrsweg zwischen Europa und Indien geworden. Gerade damit aber geriet die Bahn in den Brennpunkt der Orientpolitik der europäischen Großmächte, was durch die deutsche Propaganda, die von einer Eisenbahn Berlin–Bagdad sprach, noch verstärkt wurde.
Durch das Projekt sahen Großbritannien, Frankreich und Russland Konkurrenz im Nahen Osten erwachsen. Großbritannien beargwöhnte die Bagdadbahn als Instrument des Deutschen Reichs, erleichtere diese doch den schnellen Zugang einer fremden Großmacht in die Nähe seiner indischen Besitzungen und ermögliche einen deutschen Militärstützpunkt am Persischen Golf. Die fertiggestellte Bahnlinie hätte zudem deutsche Zugriffsmöglichkeiten in die arabische Region erhöht. Die Bagdadbahn war zugleich eine Konkurrenz zu britischen und russischen Infrastrukturprojekten: dem von Briten beherrschten Suezkanal und russischen Eisenbahnprojekten im Iran. So trug die Bagdadbahn einerseits zur Annäherung von Großbritannien, Frankreich und Russland bei und war andererseits ein weiterer Grund für Spannungen zwischen Deutschland und den umliegenden Weltmächten.
Versuche, Großbritannien gleichwohl in das Projekt einzubinden, gelangen zunächst nicht, weil die öffentliche Meinung in Großbritannien durch den Ausbau der deutschen Schlachtflotte verärgert war. Als eine Einigung über die Bagdadbahn am 15. Juni 1914 – nach Ausscheiden der französischen Finanziers und kurz vor Beginn des Ersten Weltkriegs – doch noch gelang, weil auch britische Vertreter in den Aufsichtsrat aufgenommen werden sollten, erfolgte dies zu spät, um noch Auswirkungen zu haben.

## Eröffnungen
Die Bagdadbahn wurde dem Verkehr in Teilabschnitten nach und nach übergeben, siehe dazu die folgende Übersicht:
| Abschnitt                      | Länge (km) | Eröffnet      | Anmerkung                                                |
| ------------------------------ | ---------- | ------------- | -------------------------------------------------------- |
| Konya–Bulgurlu                 | 200        | 25. Okt. 1904 |                                                          |
| Bulgurlu–Ulukışla              | 38         | 1. Juli 1911  |                                                          |
| Ulukışla–Karapınar             | 53         | 21. Dez. 1912 |                                                          |
| Karapınar–Dorak                | 37         | 9. Okt. 1918  | Übergang über das Taurusgebirge                          |
| Dorak–Yenice                   | 18         | 27. Apr. 1912 |                                                          |
| Yenice–Adana                   | 24         | 1886          | Teil der Bahnstrecke Mersin–Adana                        |
| Adana–Toprakkale–Mamure        | 97         | 27. Apr. 1912 | Zweiglinie nach İskenderun, eröffnet am 1. November 1913 |
| Mamure–İslahiye                | 54         | 1. Aug. 1917  | Übergang über das Nurgebirge                             |
| İslahiye–Radschu               | 46         | 19. Okt. 1915 |                                                          |
| Radschu–Muslimiyya–Dscharablus | 188        | 15. Dez. 1912 |                                                          |
| Muslimiyya–Aleppo              | 15         | 15. Dez. 1912 |                                                          |
| Dscharablus–Tall Abyad         | 101        | 11. Juli 1914 |                                                          |
| Tall Abyad–at-Tu'aim           | 62         | 1. Juni 1915  |                                                          |
| at-Tu'aim–Rasulain             | 41         | 23. Juli 1915 |                                                          |
| Rasulain–Darbiziyya            | 61         | Feb. 1917     |                                                          |
| Darbiziyya–Nusaybin            | 59         | 30. Juni 1918 |                                                          |
| Nusaybin–Tall Ziwan            |            | 1933          |                                                          |
| Tall Ziwan–Tall Kotschek       |            | 2. Mai 1935   | Nusaybin–Tall Kutschak zusammen 82 km                    |
| Tall Kutschak–Samarra          | 384        | 15. Juli 1940 | Teilstrecken auch früher                                 |
| Samarra–Istabulat              | 21         | 7. Okt. 1914  |                                                          |
| Istabulat–Sumika               | 37         | 27. Aug. 1914 |                                                          |
| Sumika–Bagdad                  | 61         | 2. Juni 1914  |                                                          |

## Erster Weltkrieg

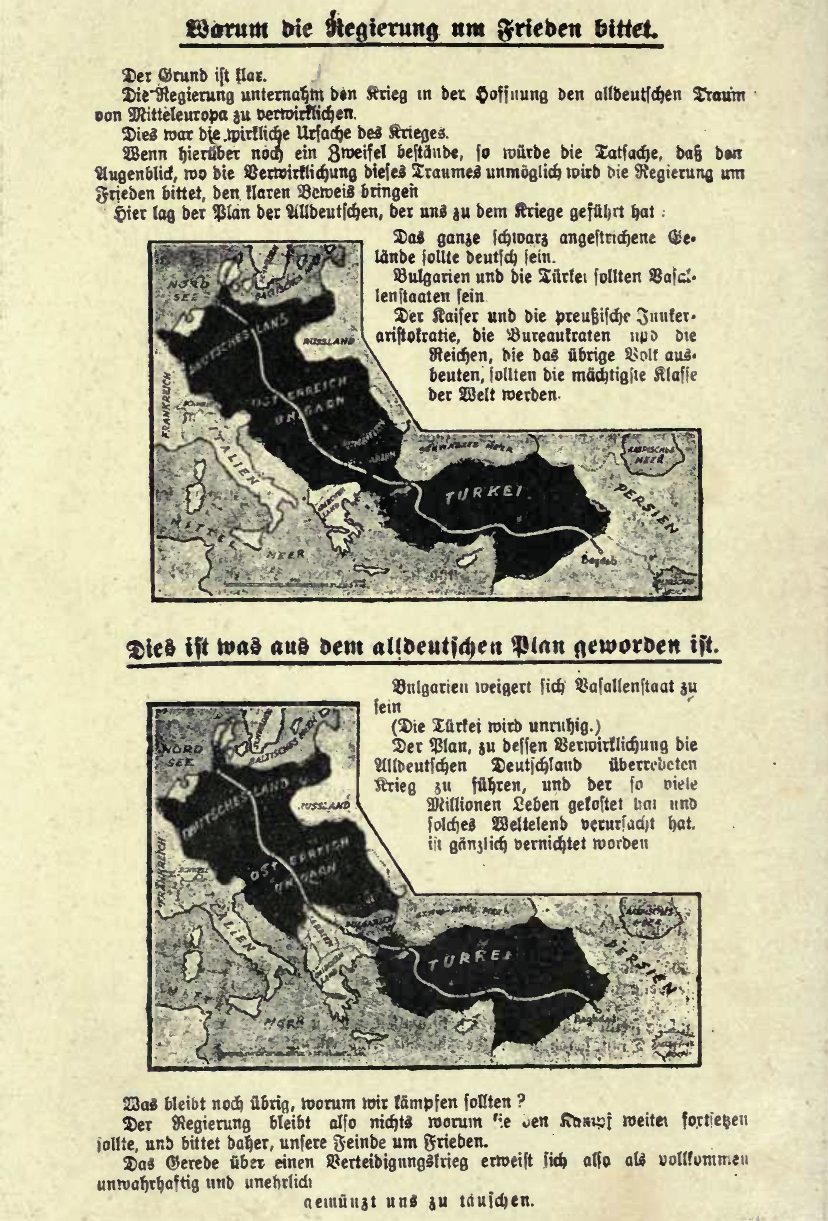
Flugblatt des Crewe House zur Ablehnung des Friedensangebots der Mittelmächte

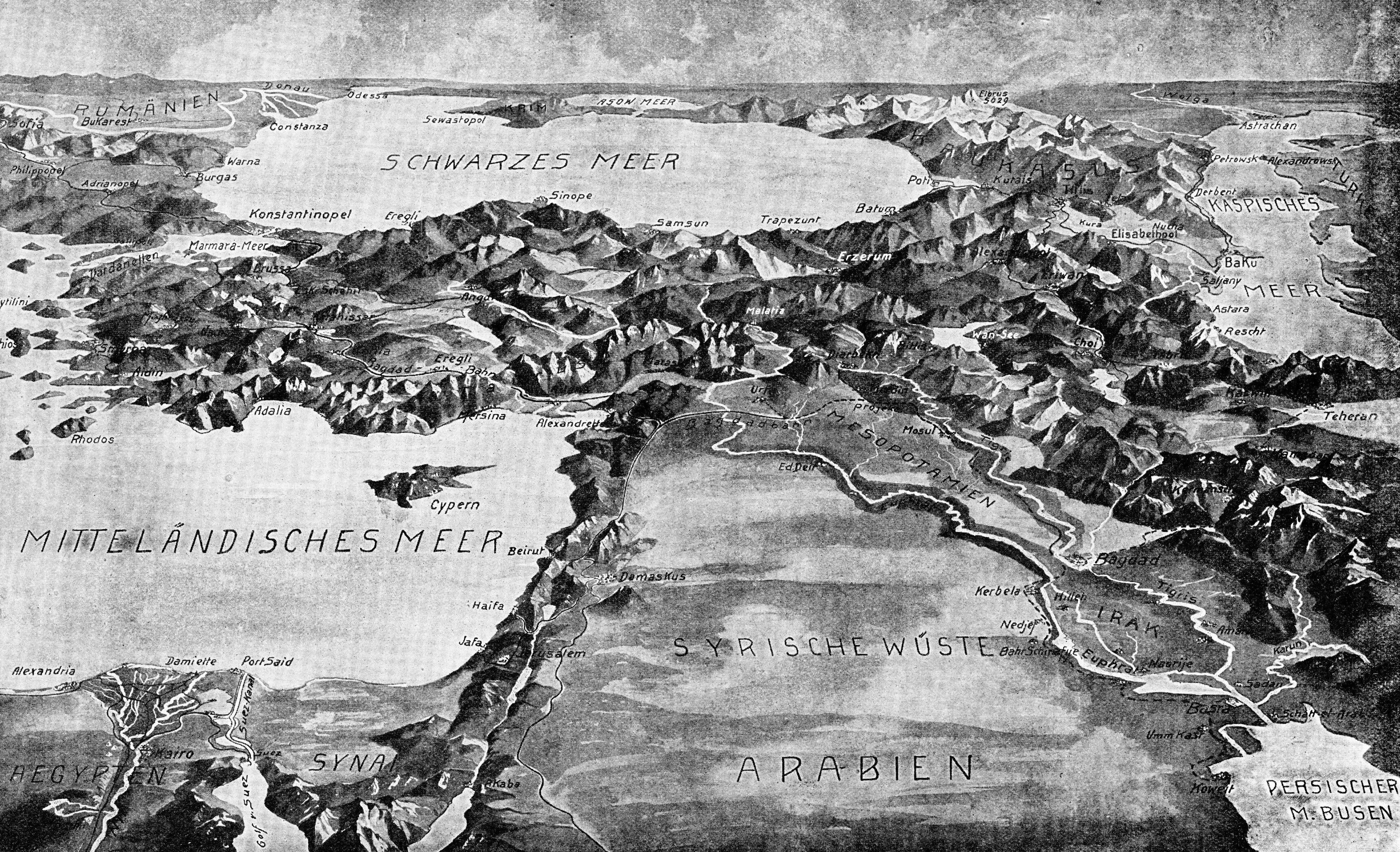
Die Türkei und die Bagdadbahn 1915. Zeitgenössische Vogelschauperspektive

Finanzielle und politische Schwierigkeiten sowie technische Probleme – insbesondere beim Tunnelbau durch den Taurus – verzögerten den Baufortschritt vor dem Ersten Weltkrieg. Mit dem Kriegseintritt des Osmanischen Reiches an der Seite der Mittelmächte wurden die Bauarbeiten aus militärstrategischen Gesichtspunkten vorangetrieben.
Aufgrund der Seeherrschaft des British Empire auch im Mittelmeer waren Transporte von Istanbul nach Syrien per Schiff nicht möglich.
Die Bahn spielte für Deutschland eine kriegswichtige Rolle, weil das Deutsche Reich sich mit ihrer Hilfe unabhängig von Ölimporten aus den USA machen wollte. Im Falle einer Seeblockade hätte der Ausfall der Öllieferungen kriegsentscheidend sein können. Für das Osmanische Reich war die Bahn kriegsentscheidend, weil nur sie eine ausreichende Versorgung der südlichen Front am Suezkanal mit Truppen und Waffen und eine wirksame Bekämpfung der arabischen Aufständischen ermöglichte.

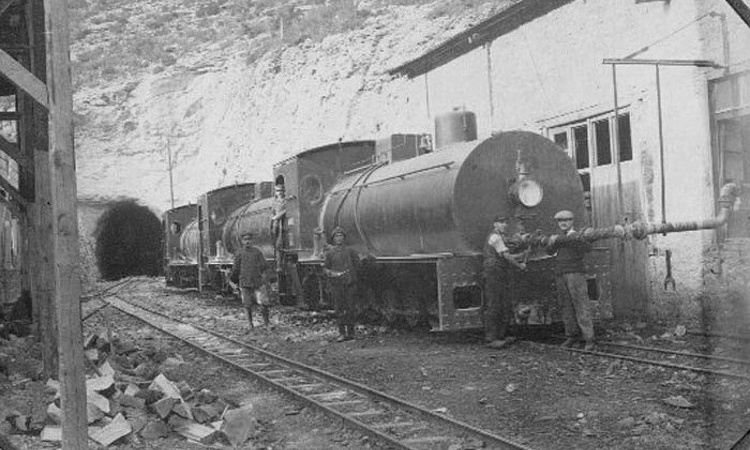
Drei Henschel-Dampfspeicherloks Nr. 14535–14538 von 1916, für die Tunnelabschnitte der Bagdadbahn, Bauart E fl, beim Befüllen in Hacıkırı

1914 waren erst 1.094 Kilometer fertiggestellt. Die Lücken v.a wegen der noch nicht fertiggestellten Tunnel durch das Taurusgebirge wurden mit Schmalspur-Feldbahnen mit einer Spurweite von 600 mm überbrückt, was jedes Mal das Umladen aller Güter bedeutete.
Ab Oktober 1915 diente die Bahn im Zuge des Völkermords an den Armeniern als Transportmittel für die systematische Deportation der Armenier aus ihren Siedlungsgebieten in Richtung der Syrischen Wüste. Durch die Vertreibung von armenischen Fachleuten und Arbeitern verzögerte sich der Bau der Bahn; auch fehlten die armenischen Ärzte im Gesundheitswesen.

## Folgen des Ersten Weltkriegs
1918 war die Strecke zwischen Istanbul und Nusaybin und zwischen Bagdad und Samarra auf einer Länge von etwa 2.000 Kilometern fertiggestellt. Die Trassen sollten sich ursprünglich in Nusaybin treffen und dort verbunden werden. Teile des Schienennetzes waren im Krieg bereits wieder zerstört worden. Die Bahn ging zunächst entsprechend den Grenzen der französischen und britischen Besatzung des ehemals osmanischen Gebiets in französische und britische Verwaltung über. 1920 übernahm die kemalistische Regierung Teile der Strecke von der britischen Militärverwaltung.
Nach dem Ersten Weltkrieg wurde die politische Landkarte neu geordnet. Das Osmanische Reich wurde aufgeteilt, und Mustafa Kemal rief am 29. Oktober 1923 die Republik Türkei aus. Die Bagdadbahn, deren Linienführung sich über drei neue Staaten (Türkei, Syrien und Irak) erstreckte, blieb dadurch zunächst unvollendet. Die Lücke umfasste etwa 485 Kilometer Strecke, von der bereits auf 135 Kilometern Schienen gelegt waren. Auf den Streckenabschnitten, die noch ohne Bahnbetrieb waren, mussten Passagiere auf Busse oder Eselskarren umsteigen.

### Französische Besatzungszone
Die französische Besatzungsmacht errichtete für die in ihr Besatzungsgebiet fallenden normalspurigen Strecken in der Türkei und in Syrien, die nicht der Chemins de fer Damas–Hama et Prolongements (D.H.P.) gehörten, eine eigene Gesellschaft, die Société du Chemin de fer Cilicie – Nord Syrie. Zum 20. Oktober 1921 gingen die Betriebsrechte an der Bagdadbahn zwischen Pozantı im Taurus und Nusaybin (821 km) sowie die Zweigbahnen nach Mersin (49 km), İskenderun (59,6 km) und Mardin (25 km) mit dem Vertrag von Ankara auf diese über. Sie benannte sich wenig später um in Société d’Exploitation des Chemins de fer Bozanti – Alep – Nissibie et Prolongements (BANP).

### Türkei
Während des Türkischen Befreiungskrieges, schließlich durch den Vertrag von Lausanne 1923, wurde die Südseite der Eisenbahntrasse der Bagdadbahn zwischen Karkamış (Dscharablus) und Nusaybin als Grenze zwischen der Türkei und Syrien festgelegt. Sämtliche Empfangsgebäude entlang dieser Strecke lagen auf der Südseite, also in Syrien, und sind nach Orten südlich der Strecke benannt. Die Türkei, der das Streckengleis zufiel, errichtete auf der Nordseite neue Empfangsgebäude und benannte sie nach Orten auf türkischem Gebiet:
- Karkamış (Dscharablus)
- Akçakale (Tall Abyad)
- Sayalı (at-Tu'aim)
- Ceylanpınar (Ras al-Ain)
- Şenyurt (Darbisiyya)

Betrieblich ergab sich daraus die unbefriedigende Situation, dass innertürkischer Verkehr zwischen İslahiye / Meydan Ekbaz und Achterin / Çobanbey zu Transitverkehr wurde. Es dauerte fast 40 Jahre, bis die innertürkische Umgehungsbahn vollendet wurde. Dies geschah in einzelnen Abschnitten:
- 1929: Fevzipaşa–Narlı–Gölbaşı (138 km)
- 1935: Narlı–Gaziantep (84 km)
- 1960: Gaziantep–Karkamış (91 km)

Mit Gesetz Nr. 506 vom 22. April 1924 beschloss die Türkei, die Anatolische Eisenbahn zurückzukaufen, mit Gesetz vom 24. Mai 1924 wurde diese und die Bagdadbahn bis Yenice staatlicher Verwaltung und am 23. Mai 1927 der Vorgängerorganisation der türkischen Staatsbahn, der Türkiye Cumhuriyeti Devlet Demiryolları (TCDD), unterstellt. 1933 wurde als weiteres Teilstück der Bagdadbahn von der TCDD der Abschnitt Adana–Fevzipaşa übernommen, die BANP zum 1. Juli 1933 aufgelöst. An ihre Stelle trat für die verbleibende, östlich von Çobanbey gelegene Strecke auf türkischem Staatsgebiet die türkische Cenup Demiryolları (CD). Betriebsführerin wurde dort die französisch-syrische Gesellschaft Société Ottomane du Chemin de fer Damas–Hamah et Prolongements (D.H.P.). Erst 1948 wurde die restliche Teilstrecke auf türkischem Staatsgebiet von Çobanbey nach Nusaybin verstaatlicht.

### Irak
Der Irak übernahm zum 31. März 1936 für 494.000 Britische Pfund die Eisenbahnlinien auf seinem Staatsgebiet von Großbritannien.

## Vollendung und Verlängerung
Erst im Jahre 1936 begannen Syrien und der Irak, die letzte Lücke zu schließen. Am 15. Juli 1940 war die Eisenbahnstrecke durchgehend befahrbar. 52 Jahre nach Erteilung der Konzession erreichte der erste „Taurus-Express“ von Istanbul den Zielbahnhof Bagdad.
Später wurde die Strecke bis zur südirakischen Hafenstadt Basra verlängert. Die Bagdadbahn verband somit Bosporus und Persischen Golf. Wegen der angespannten politischen Beziehungen der Anrainerstaaten Türkei, Syrien und Irak blieb regelmäßiger durchgängiger Bahnverkehr aber selten. Hinzu kam, dass die strategische und wirtschaftliche Bedeutung der Eisenbahnstrecke nach ihrer Fertigstellung durch andere Verkehrsmittel schnell schwand.

## Jüngere Entwicklungen

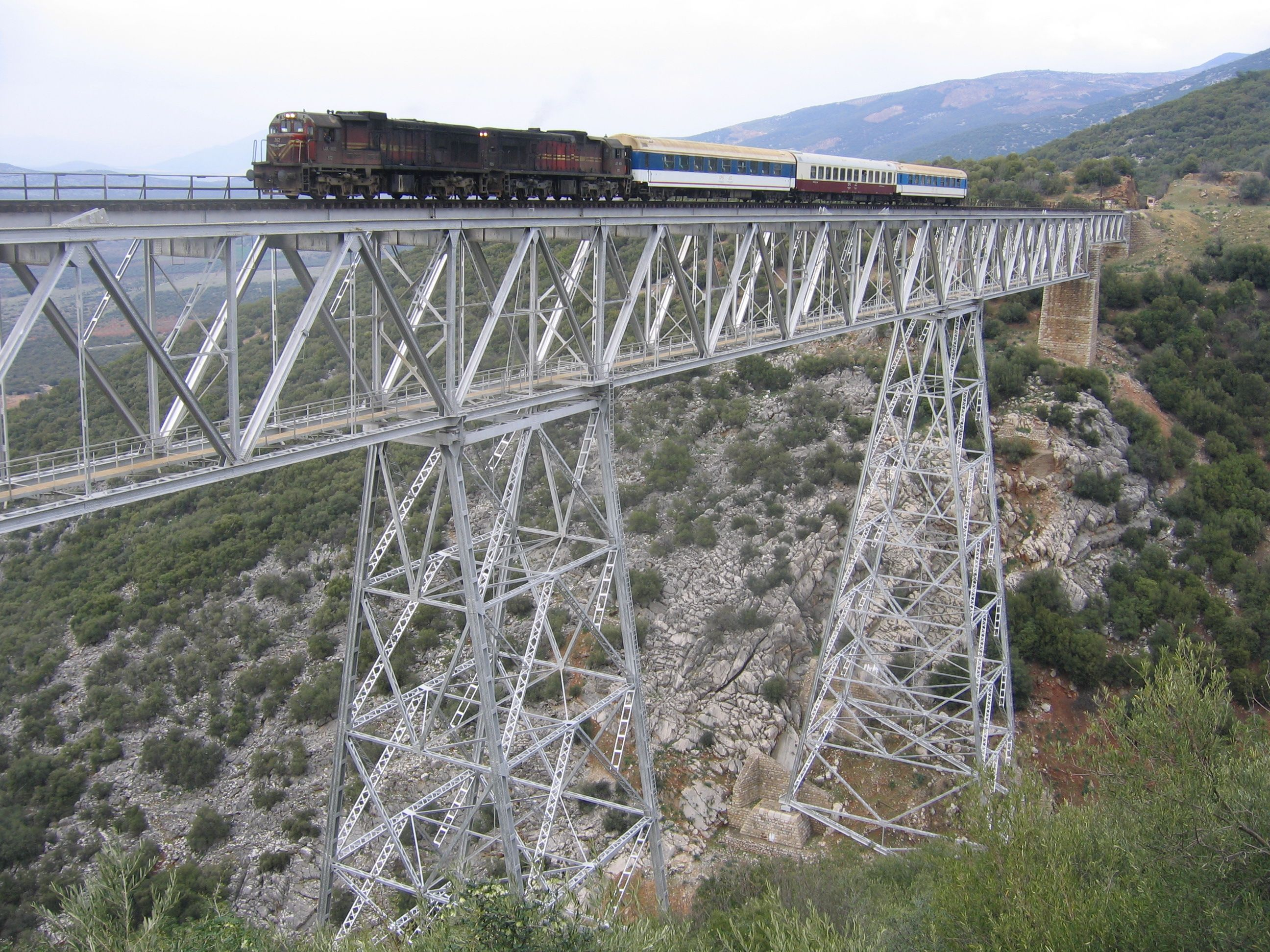
Die Bagdadbahn quert unterschiedlichste Landschaften: Haradara-Brücke zwischen Meydan Ekbez und Muslimiyya …

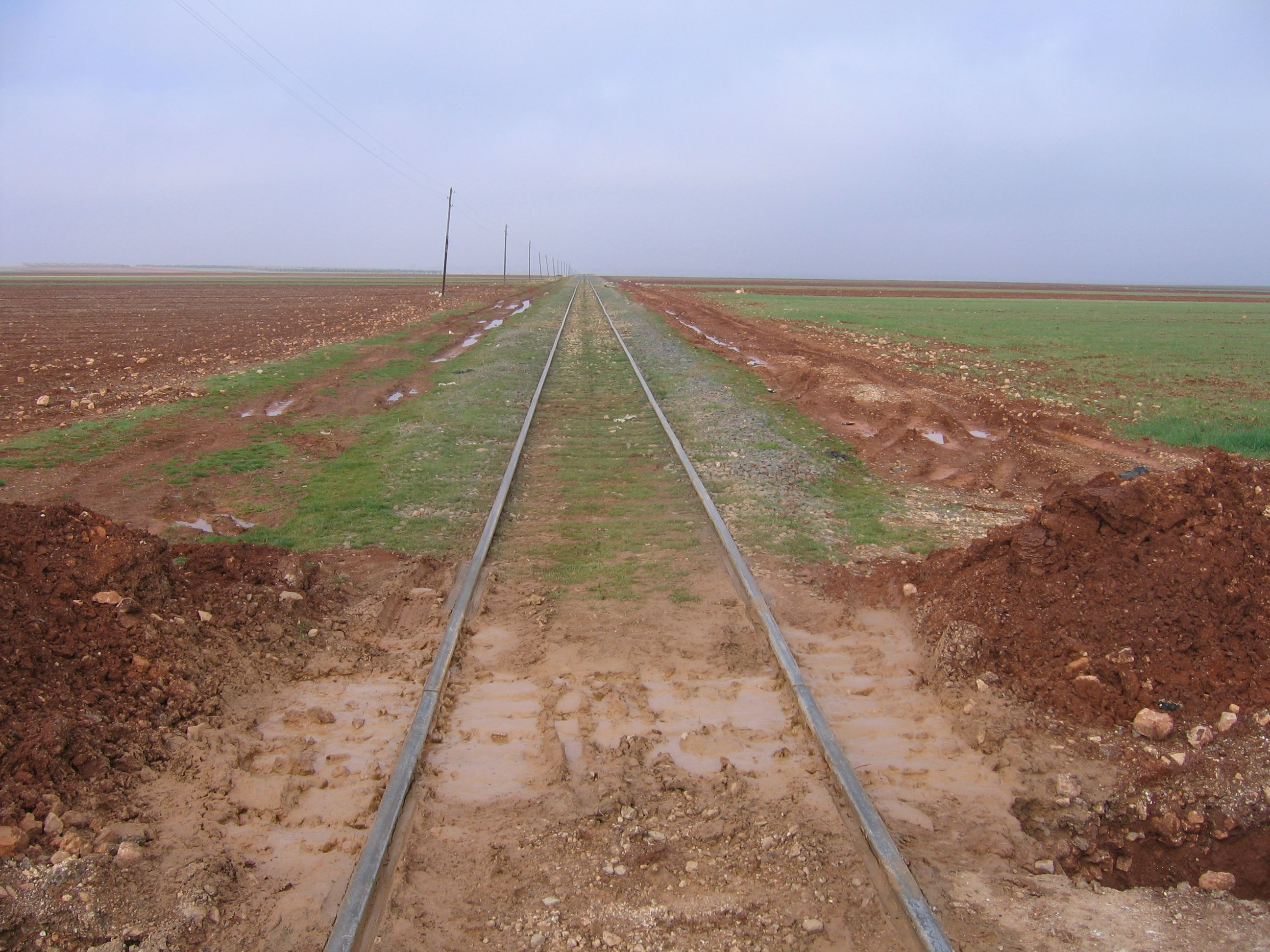
… und in der Ebene nordwestlich von Aleppo.

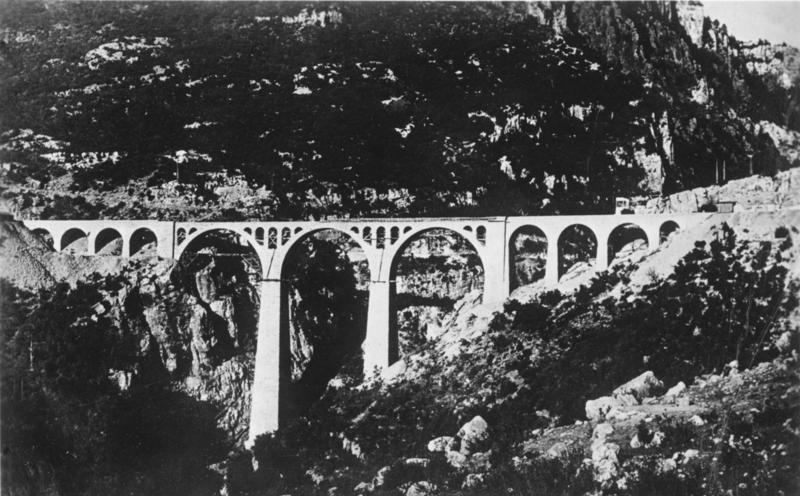
Gavurdere-Viadukt im Taurusgebirge (1935)

### Baulicher Zustand
Der überwiegende Teil der Strecke ist in befahrbarem Zustand. Wie es im Irak diesbezüglich aussieht, ist aufgrund der dortigen Zustände nicht bekannt. In der neueren Literatur sind die Strecken im Irak im Streckendiagramm als betriebsfähig dargestellt. Die Bahnhöfe sind weitgehend im Originalzustand erhalten.
Der Abschnitt (İskenderun–) Toprakkale–Narlı (–Malatya–Divriği) wurde für den schweren Erztransport elektrifiziert.

### Betrieb

#### Taurus-Express
Renommierzug der Bagdadbahn war der Taurus-Express (Toros Ekspresi), der seit dem 15. Februar 1930 verkehrte. Allerdings mussten Passagiere im durchgehenden Verkehr zwischen Istanbul und Bagdad zunächst noch zwischen Nusaybin und Kirkuk in Autos umsteigen, da der durchgehende Schienenstrang erst 1940 fertiggestellt wurde. Am 17. Juli 1940 konnte der Zug erstmals durchgehend verkehren und bestand in seinem durchgehenden Teil aus Schlafwagen der Compagnie Internationale des Wagons-Lits (CIWL). Die Sitzwagen wurden von den beteiligten Bahngesellschaften gestellt, vor allem von der TCDD.
Die CIWL gab den Betrieb ihrer Schlafwagen im Taurus-Express 1972 auf, die TCDD übernahm diesen Dienst. Aufgrund politischer Spannungen verkehrte der Zug seit 1982 nur noch als innertürkische Verbindung zwischen Istanbul und Gaziantep, führte aber einmal pro Woche einen Schlafwagen nach Aleppo in Syrien. Am 16. Februar 2010 wurde eine Verbindung von Mosul nach Gaziantep wieder aufgenommen, die Gegenrichtung sollte ab dem 18. Februar bedient werden. Nach Beginn des Bürgerkriegs in Syrien wurden alle Bahnverbindungen von der Türkei nach Syrien und dem Irak eingestellt.

#### Sonstiger Verkehr
2002 wurde in einem Abkommen der türkischen und der irakischen Eisenbahn die Wiederaufnahme der Direktverbindung von Istanbul nach Bagdad beschlossen. Der Dritte Golfkrieg verhindert bis jetzt, dass dieser Plan umgesetzt wurde. Aufgrund des Kriegs in Syrien und im Irak verkehren zurzeit in der Region keinerlei internationale Züge. Vor Kriegsbeginn 2011 stellte sich der Verkehr wie folgt dar:
- Der Grenzübergang İslahiye/Meydan Ekbaz wurde sowohl mit Güterzügen als auch von je einem wöchentlichen Zugpaar auf den Verbindungen Teheran–Van–Damaskus[28] befahren.
- Der Grenzübergang Çobanbey/Achterin war seit dem 22. Dezember 2009 nach 30-jähriger Betriebsruhe wieder geöffnet. Der Personenverkehr über den Grenzübergang wurde am 8. Januar 2010 mit zwei Zugpaaren pro Woche zwischen Aleppo und Gaziantep wieder eröffnet.[29]
- Der Grenzübergang Nusaybin/Qamischli war nach jahrzehntelanger Schließung seit Mitte Februar 2010 wieder geöffnet. Hier verkehrten Güterzüge zwischen Gaziantep (Türkei) über Syrien nach Mosul (Irak).[30] Kurzfristig bestand sogar Personenverkehr zwischen Nusaybin und Mosul, der schon am 18. März 2010 wieder eingestellt wurde.[31]
- Der Grenzübergang al-Yarubiyya/Tall al-Uwainat zwischen Syrien und dem Irak wurde im Güterverkehr genutzt.[32]

Der bis vor einigen Jahren noch verkehrende Kurswagen Istanbul–Aleppo ist eingestellt. Als Ersatz fuhr zweimal wöchentlich (Mittwoch und Samstag) ein Kurswagen von Mersin über Adana nach Aleppo; der Fahrplan ist auf den Taurus-Express abgestimmt. Es entstanden bei pünktlicher Ankunft des Taurus aus Istanbul rund fünf Stunden Wartezeit in Adana.

#### Ausbau
Die Abschnitte Konya–Karaman und Adana–Toprakkale sind für den Ausbau zu einer Schnellfahrstrecke vorgesehen.
2023 stellte die irakische Regierung ein Projekt vor, die Bagdadbahn durch einen 1200 km langen Neubau vom Hafen Al Faw bei Basra bis an die türkische Grenze zu ersetzen.

## Verschiedenes
Eine Passagierin auf der Strecke der Bagdadbahn war Agatha Christie. Sie fuhr in den Jahren 1928 und 1930 von Großbritannien mit dem Orient-Express nach Istanbul und mit dem Taurus-Express weiter nach Syrien, wo ihr Mann, der Archäologe Max Mallowan, Ausgrabungen leitete. Die Reiseerlebnisse schilderte sie in ihrer 1946 erschienenen Autobiographie Come, tell me how you live („Erinnerung an glückliche Tage“) und verarbeitete sie in einigen ihrer Romane. So beginnt der bekannte Kriminalroman Mord im Orient-Express mit der Abfahrt des Taurus-Express im Bahnhof von Aleppo.

## Galerie

Bagdadbahn
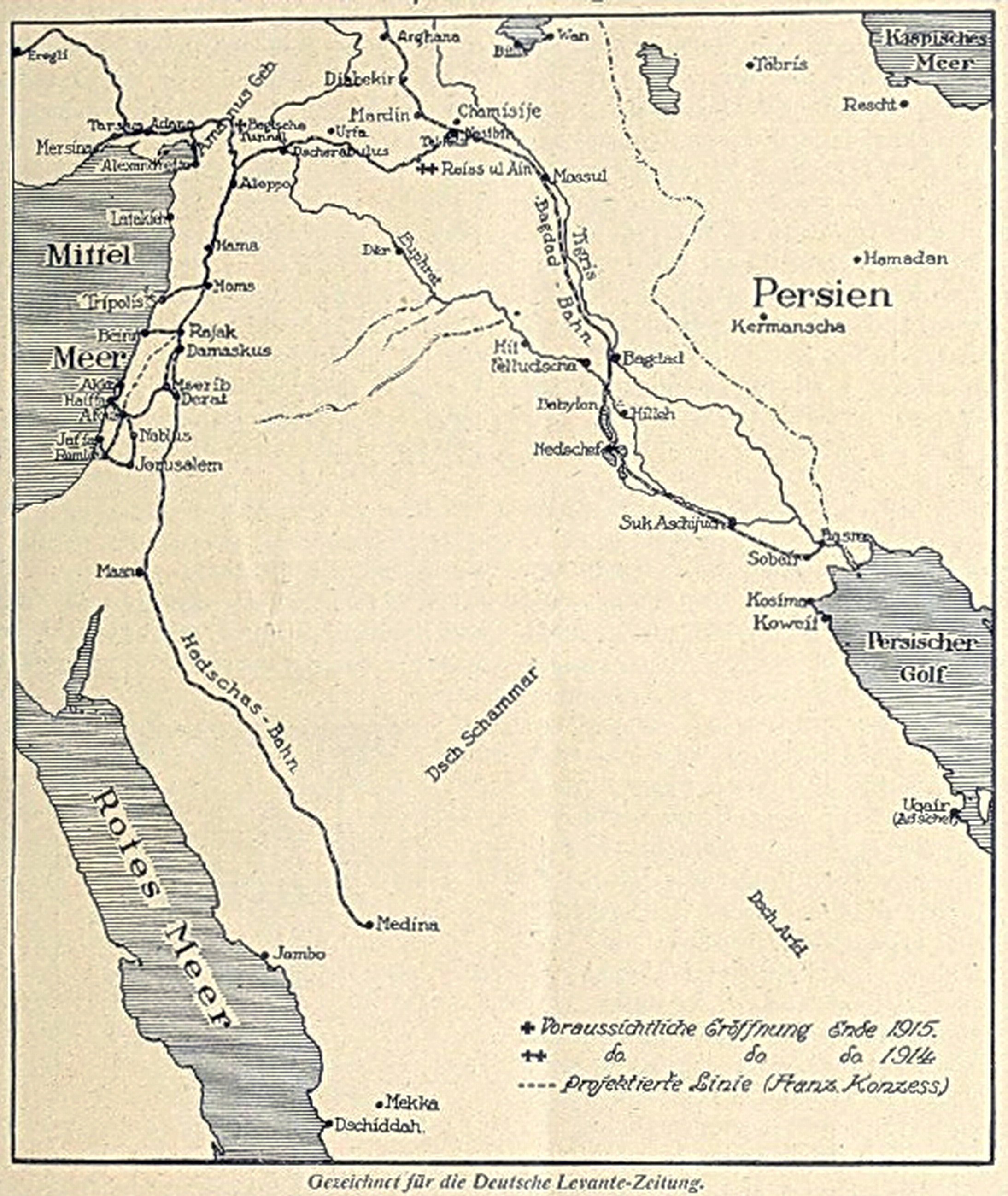
Bagdadbahn mit konkurrierender französischer Strecke (Deutsche Levante-Zeitung, 1911)
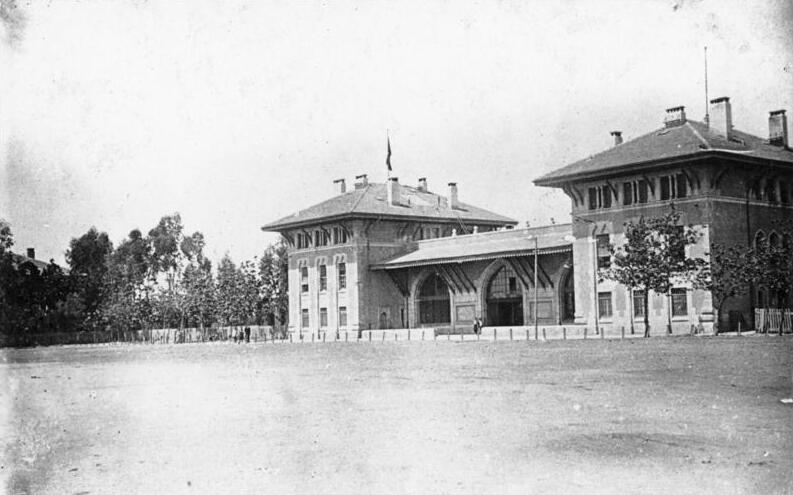
Bahnhof von Adana 1913
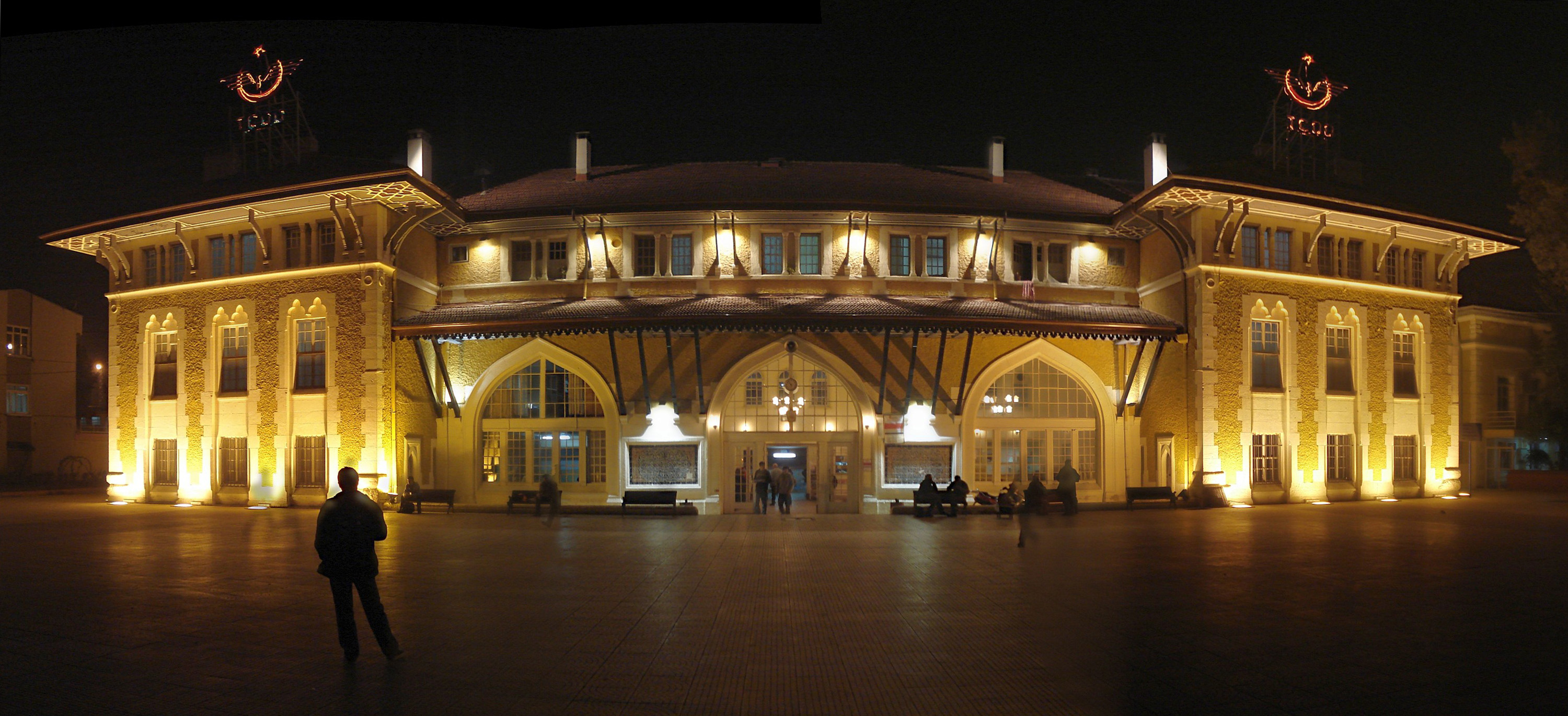
Bahnhof von Adana
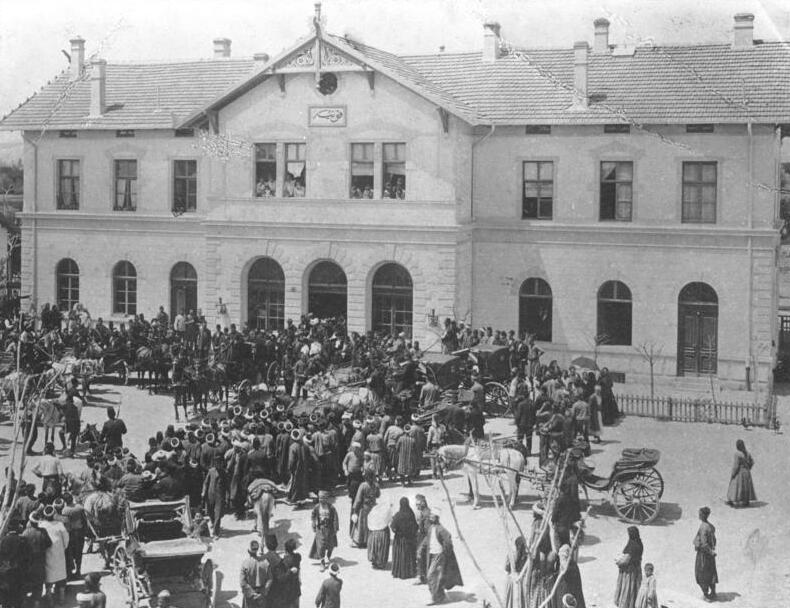
Empfang des deutschen Botschafters anlässlich der Fertigstellung des ersten Teilabschnitts am 21. Juni 1904
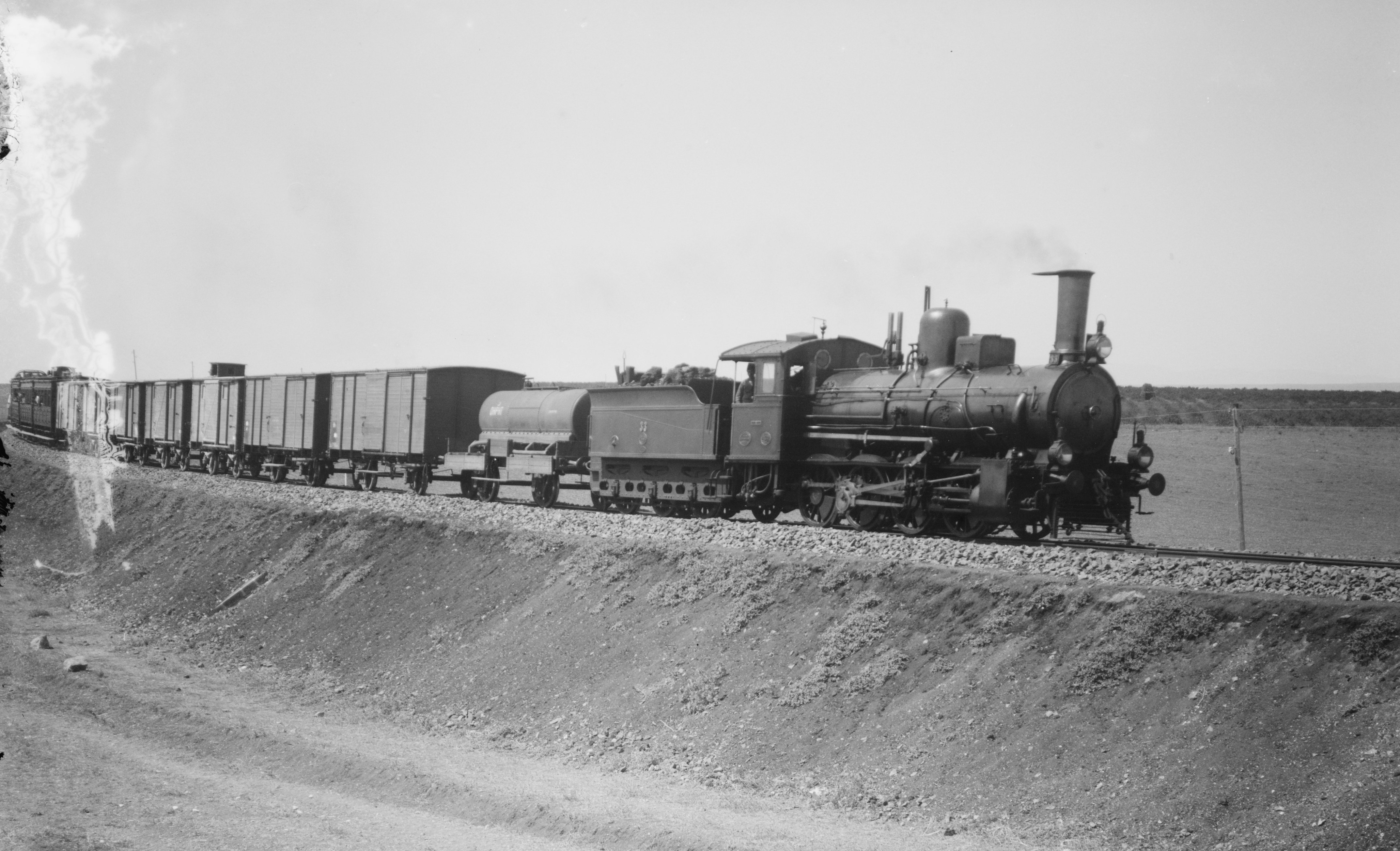
Zug der Bagdadbahn um 1900
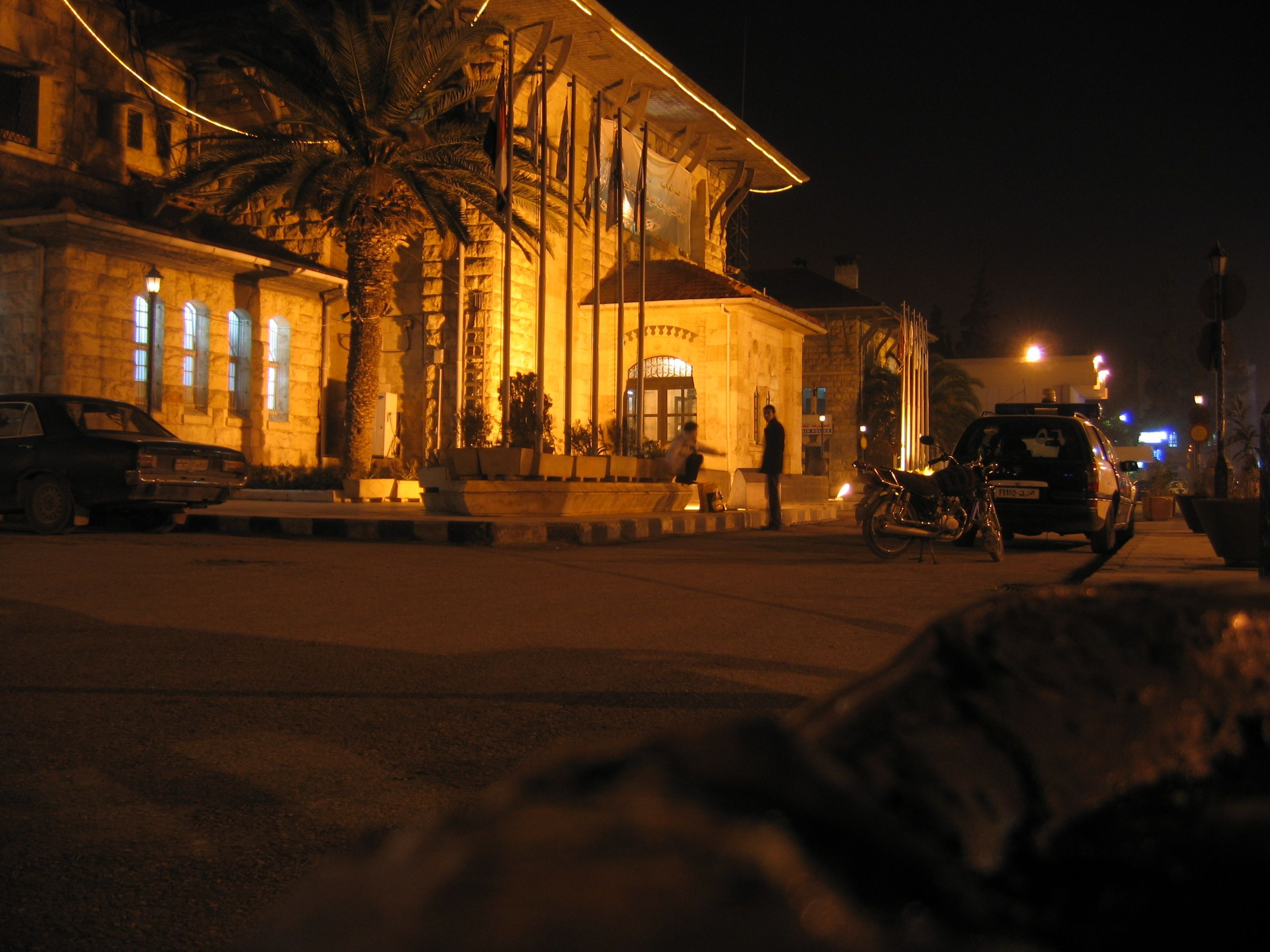
Bagdad-Bahnhof, Aleppo
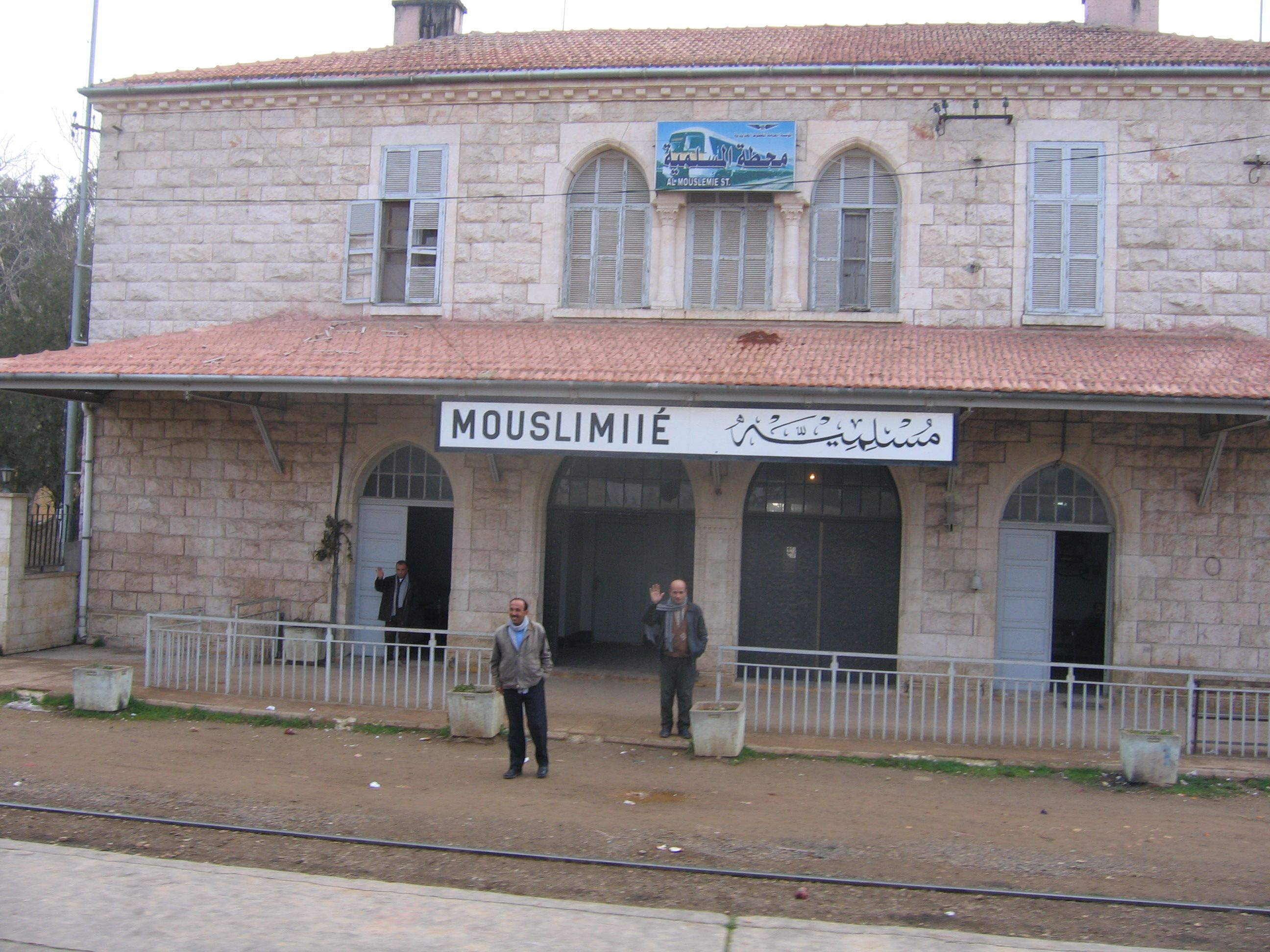
Bahnhof Muslimiyya (Mouslimié), Syrien. Man beachte die unterschiedliche Transkription des Ortsnamens der beiden Bahnhofsschilder.

## Film
- Die Bagdadbahn. Dokumentarfilm und Doku-Drama in 2 Teilen à 45 Min. (Teil 1: Aufbruch ins Ungewisse, Teil 2: Auf gefährlichen Pfaden), Deutschland, Frankreich, Türkei. 2006, Buch: Chiara Sambuchi und Roland May, Regie: Roland May, Produktion: Lavafilm (www.lavafilm.com), SWR, arte, Erstausstrahlung: 3. und 6. Januar 2007 in arte, Filmseite der ARD mit Video-Ausschnitten und Inhaltsangabe (Memento vom 5. Mai 2010 im Internet Archive)